# ハロー!モーニング。コーナー一覧
ハロー!モーニング。コーナー一覧 では、テレビ東京系列他で放送されていた『ハロー!モーニング。』のコーナーを解説する。
ハロモニ。劇場についてはハロモニ。劇場を参照の事。

## 概要
- 特別編成となる場合を除き、毎回放送されるのはメインコーナーとコント・ミニドラマ・バラエティー・スタジオライブや情報コーナーなどのいくつかのサブコーナーやミニコーナーに分かれていた。
- 情報コーナーのように特別編成となった回を除けばほぼ毎回放送されるコーナーもあったが、放送されたりまたはされなかったりするコーナーが大部分だった。
- 放送される場合でも各コーナーの放送される順番や時間配分は一定していなかった。
- 過去には番組の初めや終わりに決まったコーナーを放送していた事もあった。
- 放送時間の長いメインコーナーの場合、間に別の放送時間の短いコーナーを挟む事もあった。また、1組のゲストを呼んで収録を行ったコーナーを2回に分けて前・後編として別の日に放送する事もあった。
- 回によっては、情報コーナー以外にもハロー!プロジェクトの最新情報を放送する事もあった。

## 番組終了まで放送されたコーナー

### メインコーナー
モーニング娘。を参加者とするスタジオでのクイズ、ゲームまたはロケ。番組開始当初はゲストを迎えてのトークコーナーがメインだった（モーニングトーク）。2004年5月以降、スペシャル以外はゲストを迎える構成になり、おすぎや本田美奈子.などが出演していたが、2005年には安田大サーカス、だいたひかる、TIM、南海キャンディーズなどの芸人が多数出演していた。さらに2006年6月 - 10月には動物を絡めた企画もあった。

#### ワールドプッチゲーム
（2006年6月18日 - 2007年3月25日、全32回）
- 石川梨華を先生に迎え、スグに遊べる世界のいろいろな遊び（をハロモニ。風にアレンジしたもの）を楽しむコーナーで、オープニングではゲスト挑戦者に相応しいタイトルを付けていた。
- 当初は2006年5月7日と6月4日にメインコーナーの企画「ワールドプッチゲーム選手権」として行われたが、同じ内容（ただし時間は短くなり、ゲームの種類は1種類になる。）で同月18日からレギュラーコーナーとしてスタートした。
- このコーナーは「幼稚園」という設定だったので、先生役である司会の石川を除き、ゲストを含む参加メンバーは幼稚園児の衣装を着ており、「ひとみ」「みき」のような名前部分のみをひらがなで書いた名札を付けていた。ただし、2006年8月13日のゲストだったパッション屋良は先生（熱血先生）という設定だったが、衣装は幼稚園児のものであった。また、石川は「せんせい」とひらがなで書いた名札を付けていた。
- モーニング娘。の他にハロプロメンバー（元モーニング娘。の辻希美・安倍なつみ・後藤真希、美勇伝の三好絵梨香・岡田唯、松浦亜弥）が参加した他、さらにゲスト挑戦者が参加していた。
- 2006年10月1日までの14回は、ゲームのルールに違反した人におしおき（罰ゲーム。通常はまずい飲み物を飲む。）がされていた（7月16日はMVPになった人にご褒美が与えられた）。
- 2006年9月17日には、「絶叫!コマ〜シャル。」に登場していたウサギの着ぐるみが登場し、この日はウサギのカンペによる罰ゲームが行われた。
- 2006年10月29日からは、3回（22日は4回）のチャンスで挑戦者全員が違反なしにクリアすればゲスト挑戦者が選んだご褒美として絶品グルメが与えられる方式に変更された。ルールに違反した人が居ると絶品グルメを与える数が減る、絶品グルメは最大で4つ与える事ができ、すべて違反なしにクリアすれば4つ、以後違反1つで2つ、2つで1つ、と減ってゆく、というルールになっていた（11月5日は1回クリアしたものの絶品グルメは2回分与えられた。また、この回は初めて絶品グルメをゲットした回でもあった。）。この時から「絶叫!コマーシャル。」に登場していたウサギの着ぐるみがアシスタントとして登場していた。
- 2007年1月7日には、最終ラウンドでクリアした後、全員でマツケンサンバIIを踊った。この回の挑戦者はコーナー史上最低の7人で、辻・三好・岡田の3人は登場したものの、モーニング娘。からは吉澤ひとみ、藤本美貴、道重さゆみ、田中れいなの4人しか登場していなかった（14日・21日も同様）。また、1月28日と2月4日も挑戦者は7人だったが、登場したのは三好と岡田の他にモーニング娘。からは高橋愛・新垣里沙・藤本美貴・亀井絵里・田中れいなの5人だった。
- 2006年8月27日の「小川麻琴卒業記念企画」では、初の野外開催としてまちゃまちゃをゲストに迎えて屋形船の外でネズミ捕りゲームを行った。
- 2007年2月4日は、2回飛んだ飛んだロバを行った後、最後の1回をファザンとして行い、この回で成功した。
- 2007年2月18日は、ますだくんの考案で「なんでやねんゲーム」を行い、「飛んだ飛んだロバ」を使って飛ばない、食べない、泳げないものについて挑戦者全員が「なんでやねん」を叫んだが、3回ともチャレンジ失敗だった。
- 2007年2月25日には、石川に代わって中澤が先生役を務めた。この日も「飛んだ飛んだロバ」を行ったが、ゲストのホリからは2回戦で食べないものについて「そんな訳ないじゃないか?」を、3回戦で走らないものについて「ちょっと待てよ!!」をそれぞれ叫び、2回ともチャレンジに成功した。なお、この2回分は開始前に通常とは違う効果音（「渡る世間は鬼ばかり」のテーマ曲の出出し部分）が流れていた。
- 2007年3月4日は、2回目までクリアしたものの3回目はチャレンジ失敗だったが、絶品グルメを食べている途中にウサギの着ぐるみがお茶をサービスしていた。
- 2007年3月18日は、絶品グルメは1回分しか与えられなかったが、ジャンケンで勝った人のみ食べる事ができた。
- 2007年3月25日（最終回）は、違反なしにクリアして3回分の絶品グルメを与えた。
- 結果は全18回中食べられなかったのは5回で、残りの13回はゲームを1度でもクリアして1つでも絶品グルメをゲットしている。
- このコーナーは過去にも「ワールドプッチゲーム選手権」として2回放送されているが、その際のゲスト挑戦者は2006年5月7日の放送が北斗晶、翌6月4日の放送が神取忍と2回共女子プロレスラーだったため、時にはコブラツイストなどのプロレス技を掛けて来る事もあった（北斗については11月12日にも出演しているが、この時は最後のシーンで1個獲得したご褒美を全部食べてしまった。）。
- このコーナーでは、よく行われたゲームとして次のようなものがあった。
  - 飛んだ飛んだロバ （ギリシャ）
    - 座った状態で左手を開き、右手の人差し指を乗せる。その状態からあらかじめ定められたお題（飛ぶもの、食べるもの、乗るもの、鳴くもの、のびるもの、泳ぐもの、投げるもの、走るもの、回るもの、咲くものといった条件）に沿って出題者（親）が出したものが条件に合ったものかそうでないかを瞬時に判断し条件に合っていれば「飛んだ」（または「食べた」「乗った」「鳴いた」「のびた」「泳いだ」「投げた」「走った」「回った」「咲いた」）と2回叫びながら右手を空に向けて立ち上がる（ほとんど飛び上がる）というもの。立ち上がるべき時に立ち上がらなかったり、立ち上がってはいけない時に立ち上がったらアウト。また立ち上がるのが遅かったり、どちらともとれるような中途半端な動作をした場合もアウトとなる。
    - 2006年10月のルール変更後、頻繁にこのゲームが行われた。

  - ねずみ捕りゲーム （韓国）
    - 最初に全員が「チールチャッチャチールチャッチャチッチッチッ」を2回言い、その後に「何匹?」を言った直後に1人がネズミが何匹いるか指定する。その次の人から「捕まえた」または「逃した」のどちらかを選んで決められた動作をする。「捕まえた」が最初に指定された数に達した時全員で立ち上がって「万歳」と叫ぶ。「捕まえた」または「逃した」の時に間違った動作をしたり、捕まえた数が指定した数に達していないのに立ち上がったり、立ち上がらないといけない時に立ち上がらなかったりするとアウトとなる。
    - しかし、2006年10月のルール変更後、このゲームは一度も行われていなかった。

  - ファザン（ルーマニア）
    - 最後の2文字を続けるしりとり。最後から2番目の文字に「ん」が入ると「続ける事ができない」としてアウトになる。最終回ではこれを一度も違反せずにクリアした。
- このコーナーの放送中にモーニング娘。の光井愛佳が2006年12月10日に、ジュンジュンとリンリンが2007年3月15日にそれぞれ加入したが、この3人はこのコーナーに全く参加していなかった。

#### 私をデートに連れてって♥
（2005年1月30日 - 2006年11月12日、全8回）
- 選ばれた3名のメンバー（卒メンを含む）が男性タレントのゲストとテーマを決めてデートをするという企画だった。
- 第4回の放送は2005年3月13日の「僕らもデートに連れてって」と称したゲストオーディションで3名の中から選ばれた（他2名はダンディ坂野と上島竜兵〈ダチョウ倶楽部〉。このうち上島についてはその後同年12月18日のハロモニ。脳内スキャンにも出演していた。）。
- 参加するメンバーのうち1人がナレーション（太字）を担当していた。
  - 第1回 放送日：2005年1月30日 冬の湘南デート 柳沢慎吾+後藤、吉澤、新垣
  - 第2回 放送日：2005年2月27日 セレブなデート 岡田真澄+石川、高橋、小川
  - 第3回 放送日：2005年3月20日 遊園地デート 山咲トオル+矢口、加護、藤本
  - 第4回 放送日：2005年4月17日 東京下町グルメデート モト冬樹+新垣、保田、紺野
  - 第5回 放送日：2005年7月3日 阿佐ヶ谷スタミナデート 筧利夫+道重、安倍、辻
  - 第6回 放送日：2005年8月7日・14日 鎌倉有名人御用達デート コージー冨田+中澤、加護、田中
  - 第7回 放送日：2005年9月11日 絶叫!サファリデート パンチ佐藤+亀井、飯田、久住
  - 第8回 放送日：2006年11月12日 アタマを使って湾岸デート 角田信朗+辻、藤本、田中

※柳沢については、その後2005年12月25日のクリスマスSPと2007年3月25日のワールドプッチゲームにも出演していた。

##### 日曜ぶらり街歩き
（2006年10月15日・22日、全2回）
- ハロプロメンバーとゲストがテーマを決めて街歩きをするという企画で、前述の「私をデートに連れてって♥」の類似コーナーでもあった。
  - 第1回 放送日：2006年10月15日 愛犬と楽しむ休日の過ごし方 寺門ジモン+吉澤、道重、田中
  - 第2回 放送日：2006年10月22日 レンタルわんこと過ごす休日 パンチ佐藤+石川、高橋、新垣、久住（途中から参加）
- このコーナーを発展したのが「ハロモニ@」で、番組開始から2007年6月24日までモーニング娘。（4月の一時期は辻希美も）が街歩きをしていた。

#### ハロモニ。アカデミー
（2004年5月30日 - 2007年3月11日、全9回）
- ゲストを講師として様々な事を学ぶコーナーだった。
  - 第1回 放送日：2004年5月30日 ゲスト：ヨネスケ テーマ：グルメレポーター
    - ゲストのヨネスケから伝授された「おいしいものを食べた時は頭をぐるぐる回す。」というリアクションは「ヨネスケローリング」としてメンバーの間で大流行した。

  - 第2回 放送日：2004年7月25日 ゲスト：コージー冨田 テーマ：ものまね
  - 第3回 放送日：2004年10月31日 ゲスト：ふじいあきら テーマ：マジック
  - 第4回 放送日：2004年11月7日 ゲスト：マーフィー岡田 テーマ：セールストーク
  - 第5回 放送日：2004年12月5日 ゲスト：いつもここから テーマ：コント
  - 第6回 放送日：2005年1月23日 ゲスト：山上兄弟 テーマ：マジック
  - 第7回 放送日：2005年6月26日 ゲスト：セイン・カミュ テーマ：英会話
  - 第8回 放送日：2007年2月11日 ゲスト：コージー冨田 テーマ：ものまね・リアクション
    - 8期メンバーの光井愛佳がスタジオ初登場という事もあって企画し、特別講師に藤本美貴を迎えた。前半は勝ち抜き形式のものまねバトルを、後半は新メンバー加入時の定番ゲームであるブーラブラゲームを行った。ここではコージーが光井に向かって「ムッシュかまやつと同じ誕生日」と発言し、モーニング娘。に突っ込まれた。

  - 第9回 放送日：2007年3月11日 ゲスト：ダチョウ倶楽部・野沢雅子 テーマ：リアクション・アフレコ

### メイン以外のコーナー

#### サブコーナー
- ブーラブラゲーム
  - アイマスクをして上から降りて来る物を手を使わずに当てるゲームで、2001年9月16日の「王女様を救え!!」で初登場した。
  - 5期メンバー以降は合流時に「先輩も辿って来た道」としてこのゲームをやる事が定例になっていた。
    - 5期：2001年10月28日・新メンバー歓迎企画の頭でさわってブーラブラDX
    - 6期：2003年8月24日・新垣塾vsモーニング娘。の炎の目隠しブーラブラ対決
    - 7期：2005年7月10日・祝 スタジオ初登場小春ちゃんいらっしゃーいミラクル9クエスチョン/前世占い/公開体力測定/久住9番勝負
    - 8期：2007年2月11日・ハロモニ。アカデミーのリアクション講座

  - 個人戦は当初、早押しボタンで解答する方式をとっていたが、後に挙手に変更された。
  - チーム戦は1分間お題を顔で当ててチームで相談して答えるというものである（2002年10月20日・帰ってきたブーラブラゲーム、2004年10月10日・ハロモニ。体苦祭、11月28日・第1回ハロプロ超感謝祭SP、2006年6月25日・ハロモニ。ドッキリ心理テスト）。
  - このゲームは恐怖感があり、安倍なつみはこのゲームに挑戦する時に必ず大きな声で絶叫していて（2002年10月20日・帰ってきたブーラブラゲーム、2003年8月24日・新垣塾vsモーニング娘。の炎の目隠しブーラブラ対決）、矢口真里はお題がゴキブリやヘビのおもちゃの時に正解が出た瞬間に逃げ出す時もあった（2001年9月16日・王女様を救え!!、10月28日・新メンバー歓迎企画の頭でさわってブーラブラDX）。
  - また、「モーニング娘。vs新垣塾」の時には準備中に生イカが落ちて来るハプニングがあり、田中れいなはお題がパイナップルの時に顔に当たって八つ当たりした（2004年10月10日・ハロモニ。体苦祭）。
  - 新メンバーがこのゲームに初めて挑戦する時に大きな声で絶叫したり、パニックになって逃げ回ったり、泣き出す人が居た。
  - 安倍なつみは炎の目隠しブーラブラ対決の時、1回目の挑戦は普通に大きな声で絶叫していて、2回目の挑戦は気合いを入れて挑戦しているにもかかわらずやはり大きな声で絶叫していた。
  - 2007年3月25日の「ファンが選ぶもう一度見たい名企画ベスト100前編」においてこのゲームが第32位に入ったため、ランキングの後に現役メンバーとOGによる新旧リアクション女王対決が行われた。この時は久住小春がスタンバイしている時に藤本美貴に肩を叩かれると間違えて絶叫した事があった。

#### スタジオライブ
- ハロー!プロジェクトメンバーの新曲を披露するコーナーで、ほとんどのメンバーが新曲を発表する毎に放送された。なお、最終回まで放送していたテレビ東京とTVQではテレビ初披露になる事が多かった。
- メンバーによっては別の日に同じ曲を再度放送する事もあったが、全く同じ映像を放送する時とPVとのミックス映像などのカット違いの映像を流す時とがあった。
- 2003年5月11日のモーニング娘。の「AS FOR ONE DAY」では、保田圭卒業企画の一環として、カメラが1曲まるまる保田だけを追い駆けるバージョンが放送された。
- 2006年3月19日のモーニング娘。の「SEXY BOY 〜そよ風に寄り添って〜」の歌披露では、2度目の歌披露であるために同じ映像に変化を付けるためか、モーニング娘。の他にブタの着ぐるみもダンスを披露した。
- 2006年6月18日のモーニング娘。の「Ambitious! 野心的でいいじゃん」の歌披露では、その前に放送された「モーニング娘。タイムスリップSP」でMVPを獲得した吉澤ひとみが最後のシーンで顔出しした。
- 2006年12月3日のBerryz工房の「胸さわぎスカーレット」は時間の関係でスタジオライブが放送されなかったが、発汗!CM。の最後にMR.スウェットのコールでPVの一部分が放送された（スタジオライブは17日に放送）。
- 後継番組の「ハロモニ@」でもこのコーナーが稀に放送されるが、時間の関係上、メンバーが新曲を発表する毎に放送する事ができない（代替としてエンディングにPVが流される）。

#### エンディングクイズ
- 2005年8月7日からスタートした。番組の最後に出題される3択クイズの問題に答えると、プレゼントが当たるというコーナーで、告知テロップも番組内に表示されていた。

## スペシャル企画
卒業、新メンバーの合流、ソロデビュー、ユニットの活動停止などでは特別企画が行われるのが恒例だった。

### 卒業
- 市井紗耶香スペシャル（2000年5月28日）
  - 当時のメインコーナーである「モーニングトーク」で市井がゲストとして登場し、当時のハロプロメンバー全員とトークを行った。市井登場時のテロップ表示は名前の上に「早くも伝説のアイドル?」と表示されていた。
- 卒業記念中澤杯争奪年の差クイズ（2001年4月15日）
  - 矢口が司会進行を担当、中澤はゲスト的扱いで、それ以外のメンバーが年齢で「アダルトチーム（飯田・安倍・保田・石川）」と「ヤングチーム（後藤・吉澤・加護・辻）」の2組に分かれて中澤の誕生年である1973年に因んだクイズを行い、アダルトチームが勝利した。
  - それ以前にも2000年6月11日のモーニングトーク（森口博子がゲスト）において同じスタイルで「ハロモニ。クイズ!年の差なんて」を企画し、後藤と矢口が司会進行を担当し、「アダルトチーム（中澤・森口）」と「ヤングチーム（石川・吉澤・辻・加護）」の2組に分かれてクイズを行った。
- 緊急企画!!後藤真希卒業ハロモニ。最後の日（2002年9月22日）
  - 「ハロモニ。は後藤の卒業を認めない。もし卒業したかったら残るメンバーとの勝負に勝て。」という事で「後藤真希卒業スペシャル 炎の三番勝負」を行った。内容は「後藤真希とは」というお題に沿ってメンバーが考えた台詞を同時に発する台詞を聞き分ける／3つ出されたお題に沿ったダンスを踊るダンス対決／ダジャレ対決の3つだった。結果は2勝1敗で後藤が勝利し、一旦ハロモニ。の卒業証書を受け取ったが、その後に申し込まれた辻との腕相撲対決に負けたため、番組からの卒業はお預けとなり、その後も終了まで時々この番組に出演していた。これ以降、モーニング娘。卒業メンバーも司会または準レギュラーとしてこの番組に登場するようになった。
  - なお、後藤のラストシーンの模様は同日夜の「日曜ビッグバラエティ」枠（当時）で放送された特別番組「後藤真希ファイナルステージ」で放送し、2002年9月29日に同番組の未放送部分を加えて放送された。
- 保田圭卒業×6期娘。初ステージSP（2003年5月11日）
  - 保田のラストライブと6期メンバーの初舞台を追い駆けたドキュメントで、「モーニング娘。の精神を伝えるため」として葛西臨海公園にてダイヤと花の大観覧車に乗っての保田と（藤本を除く）6期メンバーのトークや「AS FOR ONE DAY」のスタジオライブに於いて1曲まるまる保田だけを追い駆ける「モーニング娘。保田圭フィーチャリング企画」などが放送された。
- 安倍なつみ卒業スペシャル（2004年2月1日）
  - 安倍のモーニング娘。在籍期間を「ASAYAN」の「シャ乱Q女性ロックボーカリストオーディション」からデビュー当時、そしてモーニング娘。卒業に至るまでの様々なVTRで振り返り、「なっちにここだけは直してほしい!」として当時のモーニング娘。とトークを行った。もちろん、後半で安倍のラストシーンの模様も放送された。
- 緊急企画 今までスタジオを盛り上げてくれた辻ちゃんと加護ちゃんのためにアタシ達が闘うわ 最後にタップリ遊んでプレゼントもらってってよSP（2004年8月8日）
  - 当時のモーニング娘。を辻チームと加護チームに分けて辻と加護も含めた娘。メンバーが将棋の駒になるという「人間将棋」形式で盤のマス目に書かれたクイズ、フリースローや腕相撲などのお題で対決するゲームを行った。結果は時間切れで加護の優勢勝ち扱いだった。もちろん、後半で辻と加護のラストシーンの模様も放送された。
- 飯田圭織卒業記念サプライズSP（2005年2月6日）
  - 当時のモーニング娘。のメンバーがメンバーの数「12」に因むものとして手作りの時計を作ったり、飯田はメンバーのために鍋を用意して全員で鍋料理を食べたり、また、飯田がデビュー前に合宿した寺を訪れたりするなどのシーンが放送された。もちろん、後半で飯田のラストシーンの模様も放送された。
- 卒業記念 石川梨華のやりたいこと全部やっちゃえSP（2005年5月8日）
  - ハロプロニュースとその中のキャラクターである「チャーミー石川」を1日限りで復活した。
  - ハロモニ。劇場スペシャルでは、通常吉澤ひとみが演じていた頑固一徹を石川が、通常石川が演じていたその妻トメ子の役を吉澤がそれぞれ逆にして演じた。
  - かつて石川が後一歩で失敗し涙を流した事がある八百屋さんゲームをリベンジし、成功を収めた。
  - 石川の思い出の曲「ザ☆ピ〜ス!」を当時のモーニング娘。のメンバー全員で歌った。
  - 最後に卒業企画の写真を全部集めた特製アルバムを作成して石川に贈呈した。
  - 最後の2005年5月7日（放送日前日）の春のモーニング娘。コンサートの最終日の模様では、石川の卒業シーンを中心に放送された。
- 紺野あさ美卒業記念企画（2006年7月23日）
  - 「名探偵紺野あさ美のミッションインポッシブル」として探偵に扮した紺野vs娘。メンバーで、紺野セレクションの3つのご褒美（551蓬莱の豚まん・鮨（トロ・サーモン・エンガワ）・アイスクリーム）を賭けて次の3つのゲームで対決した。
  - 洞察力バトルでは、本の朗読をしている娘。メンバーからアドリブで朗読しているメンバーを紺野が当てた。結果は紺野側の勝利で、豚まんを獲得した。
  - 計算力バトルでは、ラップ調で買い物の値段を言う娘。メンバーの買い物の合計額を紺野が暗算した。結果は娘。メンバーの勝利で、再挑戦まで行ったが、ここでも娘。側の勝利で、鮨を獲得した。
  - 記憶力バトルでは、海の家のシチュエーションを娘。メンバーが演じ、そこから出題される暗記力を試すクイズに紺野が回答した。結果は娘。側の勝利で、アイスを獲得した。
  - なお、紺野のラストシーンの模様は2006年7月30日に放送された。
  - 紺野は2007年7月以降ハロプロでの活動を再開していたが、後継番組の「ハロモニ@」で紺野が出演したのは同年12月2日の音楽ガッタスの「やったろうぜ!」のスタジオライブのみである。
- 小川麻琴卒業記念企画（2006年8月27日）
  - みんなで楽しいロケがしたいという小川の希望により、「屋形船で涙と笑いの卒業式」と称して屋形船を借り切って小川自ら「ハロモニ。小川麻琴卒業記念パーティー〜小川の小川による小川のためのパーティー〜」を開催した。
  - 私の歴史に学べ!!では、子供の頃の写真、オーディション、番組のVTRで過去の活躍を振り返った。
  - 小川麻琴のイイところ山手線ゲーム!!では、参加者全員が小川のいいところを山手線ゲームで楽しんだ。
  - 小川麻琴…これだけはやっておきたい!!では、2002年7月14日のシャッフルユニットスペシャルで悔し泣きした事のある鍵開けに小川が指名したメンバーのチームで再挑戦したが、再度敗れた。
  - 鳴り響く小川コール!!では、突然みんなで小川コールを行った。
  - 面白い小川麻琴 VTR ヨゴレの花道では、コントやものまねでの小川の過去の活躍を振り返った。
  - ドッキリ企画では、次の2つが行われた。
    - 私へのプレゼントタ〜イム!!では、プレゼントの段ボールに隠れていた昼メシくんが登場し、妖怪ショートコントをプレゼントした。
    - 夜景を見ながら小川麻琴の良さを語る会!!では、突然別の屋形船から現れたまちゃまちゃが合流して、「緊急企画 小川麻琴卒業記念プッチゲーム大会!!」を行い、ネズミ捕りゲームを楽しんだ。

  - その後、小川麻琴卒業インタビューの後に「ハロモニ。劇場 小川麻琴卒業スペシャル」が放送され、小川がインタビューでやりたい事として語った「吉澤ひとみのたら子と小川のおが板六郎の2人での卒業コント」を行った。
  - なお、小川のラストシーンの模様は2006年9月3日に放送された。
  - テレビ大阪では、10日後の2006年9月6日にこの企画を放送していたが、途中から報道特別番組に差し替えられたため、視聴者から苦情が殺到していた。

### 新メンバー関連

#### 決定
- モーニング娘。ラッキー7オーディション新メンバー大決定SP（2005年1月9日）
- モーニング娘。新メンバー決定SP（2005年5月1日）
  - この2つはモーニング娘。7期メンバーの決定のための企画だった。
- モーニング娘。Happy8期オーディション新メンバー大決定SP（2006年12月10日）

この他、ハロー!プロジェクト・キッズメンバー決定SPが2002年6月30日に生放送された他、2000年7月16日と2003年4月27日のハロプロニュース IN ひょうたん島ではカントリー娘。の新メンバーが、同年10月5日のハロプロワイドではハロー!プロジェクト 新ユニットオーディションの合格者がそれぞれ発表された。また、2007年3月18日にはモーニング娘。の8期留学生として加入したジュンジュンとリンリンの2人（共に中国出身）がテレビ初出演した。

#### 密着
- 8期留学生メンバージュンジュン・リンリン密着（2007年3月18日 - 4月1日）

2007年3月11日のつんく♂からの緊急発言で「モーニング娘。衝撃の急展開」の後に2人がモーニング娘。の新メンバーとして加入したために企画した。この番組終了後も後継番組の「ハロモニ@」で同年5月13日と7月22日に密着ドキュメントが放送され、同日から同番組に合流した。

#### 合流
下記の企画の前にも、2000年5月7日のモーニングトークからモーニング娘。の4期メンバーが合流していた。なお、番組終了まで4期メンバーとして活動していたのは吉澤ひとみである。
- 新メンバー歓迎企画（2001年10月28日 - 12月9日）
  - この企画からモーニング娘。の5期メンバーが合流した。
- ミキティ歓迎企画 第1回藤本通。選手権（2003年5月18日）
  - モーニング娘。の6期メンバーに藤本美貴が先行加入したために企画した。なおオーディションに合格した新メンバーの3人（亀井絵里・道重さゆみ・田中れいな）は2003年6月1日から合流した。
- 6期を学びましょうハロモニ。図鑑（2003年7月27日）
- ハロモニ。6期の乱（2004年2月8日）
  - モーニング娘。の6期メンバー登場1周年を記念して企画した。
- 祝 スタジオ初登場小春ちゃんいらっしゃーいミラクル9クエスチョン/前世占い/公開体力測定/久住9番勝負（2005年7月10日）
  - 前世占いの後に来週（2005年7月11日 - 17日）の星座占いが放送された。また、久住9番勝負では垂れ幕に「小春日和」と表記されていた。
- 祝 新入生歓迎ハロモニ。アカデミー（2007年2月11日）
  - 通算8回目となるハロモニ。アカデミーにおいて8期メンバー光井愛佳が新入生として参加した。光井はこの日の最後に情報コーナー「ハロプロ!ちゃんねる。」にも出演した他、2007年3月11日には同コーナーのレポーターも務めていた。

### ソロデビュー
- 祝 ソロデビュー なっち裁判（2003年8月10日）

### ユニットの活動停止
- 後藤・保田卒業記念プッチモニ五重まるSP（2002年8月25日）
- 飯田・矢口・加護卒業記念タンポポSP（2002年9月8日）
  - この2つはハローマゲドンによるユニット再編決定後に企画した。
- 緊急企画!ミニモニ。が活動休止しちゃったよ!!それじゃ今日はとことんハロモニ。から生まれたミニモニ。の素晴らしさを見せてもらいまぴょ〜んSP（2004年5月9日）
  - 当時のモーニング娘。と様々なゲームを行った他、ミニモニ。のデビュー当時からの珍場面集も放送された。
  - この企画がミニモニ。にとって最後のテレビ出演だった。

### シャッフルユニット
- 三人祭・7人祭・10人祭（2001年7月1日・8日）
  - ゲームでは三人祭が優勝し、10人祭の辻希美が優勝のご褒美だった焼きそばが食べられず涙を流した。
- ハッピー♥7・セクシー8・おどる♥11（2002年7月7日・14日）
  - ゲームでは小川麻琴が鍵が開けられず涙を流した。それでも2006年8月27日の小川麻琴卒業記念企画「小川麻琴…これだけはやっておきたい!!」でも同じゲームを2チームに分かれて行ったが、ここでも小川が居たチームが負けてしまった。
- 7AIR・SALT5・11WATER（2003年6月29日・7月6日）
  - ゲームでは上位2位にご褒美が送られたが、最下位のユニットにはスタジオに入れなかった。
- H.P.オールスターズ（2004年11月28日の第1回ハロプロ超感謝祭SP）
  - 中澤・安倍・保田の3人が司会を務め、ブーラブラゲームやBerryz工房（当時は8人）の自転車こぎなどのゲームを行った。なお、Berryz工房以外のハロー!プロジェクト・キッズ7人（当時、現在の℃-ute）は最初に放送された「ALL FOR ONE! & ONE FOR ALL!」のスタジオライブのみに出演した。
- セクシーオトナジャン・エレジーズ・プリプリピンク（2005年6月19日）
  - ゲームはシャッフルユニットとモーニング娘。の対抗戦で、モーニング娘。に勝ったユニット（セクシーオトナジャン・プリプリピンク）には曲の告知が行われた。また前半のスタジオライブでは3つのユニットをメドレー形式で披露した。

### コンサート
- Hello!Project 2000 夏コンサート（2000年7月30日・8月27日）
- Hello!Project 2001 〜すごいぞ!21世紀〜（2001年1月14日・3月4日）
- Hello!Project 2002 〜今年もすごいぞ!〜（2002年1月20日・3月3日）
- Hello!Project 2003 Winter 〜楽しんじゃってます!〜（2003年3月2日）
- Hello!Project 2004 Winter 〜c'mon!ダンスワールド〜（2004年2月29日）
  - 2003年と2004年についてはハロモニ。BOXも放送された。コンサート会場の出演者用通路の所定の場所に顔を入れる箱を設置し、当時のハロプロメンバーが言いたい事を言った。なお、2007年1月14日の「Hello!Project 2007 Winter 〜ワンダフルハーツ〜」でもハロモニ。BOXが放送された。

### その他
新春、年末、夏休み、春休み、クリスマスなど様々な機会にスペシャル企画が放送されていた。

#### 新春スペシャル
- ハロモニ。大新年会（2001年1月7日）
- ハロモニ。名場面集（2002年1月6日）
- 新春ハロモニ。大喜利SP（2003年1月5日）
- 今年も元気に行きまっショイ! モーニング娘。新春スペシャル（2004年1月3日）
  - 放送曜日から外れて土曜日としたためか、番組名が与えられていた。
  - カラオケバトルや大喜利、松浦亜弥のハワイファンクラブツアーの模様などが放送された。
- ハロモニ。新春グルメツアー（2005年1月16日）
  - 中澤チームと後藤チームに分かれてバスツアーをしながら東京都内の有名レストランを巡り、クイズに挑戦しながら様々なグルメを味わった。
- 正月太りを解消!スポーツSP（2006年1月8日・15日、以後未公開SPを2月5日に放送）
  - 当時のハロプロメンバー15人（モーニング娘。9人と元モーニング娘。6人）が正月太りの解消のために様々なスポーツを行った。
  - 安倍・加護・高橋・道重・田中チームは新日本プロレス（天山広吉、獣神サンダーライガーら）と雪合戦ゲーム、飯田・吉澤・辻・藤本・久住チームはバレーボール、中澤・石川・紺野・新垣・亀井チームはアイススケートをしながらのボウリングがそれぞれ行われた。このうちバレーボールについては大林素子が講師を務めた。
  - その後の2006年2月5日の未公開SPでは、安倍・加護・高橋・道重・田中チームは1月8日に安倍しか放送されなかった罰ゲームの残り4名のシーン、飯田・吉澤・辻・藤本・久住チームは大林と共に出張マジッククイズで焼肉を味わうシーン、中澤・石川・紺野・新垣・亀井チームは2チームに分かれてのオリジナルほうとう作り対決がそれぞれ放送された。
- お年玉争奪晴れ着バトル（2007年1月7日）
  - 高級絶品グルメをかけて、モーニング娘。・辻希美・まちゃまちゃが晴れ着姿で2チームに分かれて人気お笑い芸人の福笑いゲーム、お正月に関するクイズ、羽子板で風船を打ってお題を答えるゲームの3つを行った。
  - また、この回では「新春!かくし芸大会」も放送された。ここでも辻・藤本・亀井の3人が晴れ着姿で強い前歯、利き肉、トランプによるタネがわからない手品を披露した。毎年正月にフジテレビ系で放送される「新春かくし芸大会」のミニバージョンともいえる。

#### 記念企画
- 100回記念スペシャル メンバー別総集編（2002年3月17日）
  - 当時のメンバーが「私にとってハロモニ。とは」をテーマに1人ずつ述べて、メンバー別に総集編を放送した。
- 100回記念の翌週スペシャル（放送101回、2002年3月24日）
  - 中澤がクス玉を割った時、クス玉の中からゴキブリのおもちゃが出て来て大騒ぎとなる。この週はミニモニ。の総集編として名場面を中心に放送した他、最後にハロー!プロジェクト・キッズオーディションの告知を放送した。
- 200回記念スペシャル ハロー!モーニング。AWARDS2004（2004年3月7日）
  - 過去に放送されたコーナーの中で一番活躍した人が賞に選ばれた。
  - 2007年1月14日にも同じコーナーが放送されたが、ここでは「2006年名珍場面ベスト10」として2006年に放送された中からモーニング娘。・石川梨華・辻希美が活躍した上位10シーンが放送された。同月に開催されたハロー!プロジェクトのコンサートに来場した人に誰が活躍したかを選んで投票するシステムだった。
- 春休みバスツアー!!（2005年4月3日）／5周年記念スペシャル!!（2005年5月15日・22日）
  - 7期オーディション（モーニング娘。オーディション2005）及び石川卒業企画が重なったため、前後で計3回の番組5周年記念企画を放送した。前者は横浜中華街と横浜・八景島シーパラダイス及びマザー牧場、後者は北海道と沖縄の豪遊ツアーが放送された。なお、後者については2005年5月22日の放送で番組中に紹介されるキーワードを集めて応募するとプレゼントがもらえる企画も放送された（6月12日に終了テロップが表示された）。
- 東京ディズニーリゾート大解剖スペシャル（2006年4月16日・23日）
  - 番組6周年記念企画として、当時のモーニング娘。と美勇伝のメンバー全員及び元モーニング娘。の中澤・安倍・飯田・保田・後藤・辻の合計19人で参加し、4つのチームに分かれて写真撮影対決やアトラクション体験などを行った。
- ハロモニ。ドッキリ心理テスト（2006年6月25日）
  - 前述と同じく番組6周年記念企画として、過去6年間に企画された中からなりきりバトルとブーラブラゲームを使って心理テストを行った。ターゲットは新垣里沙と亀井絵里だった。
  - なりきりバトルでは動物園スタイルで新垣と亀井が動物のかぶりものを着た他、ブーラブラゲームでは藤本と道重が挑戦した。
  - この2つのゲーム終了後にいちごのショートケーキを食べる時に中澤と辻が乱入して、その直後に2つのゲームが「ウソ企画」となってしまった後、ショートケーキを食べ始める時の心理テストが行われた。

2006年3月12日には放送300回を迎えたが、この時の記念企画はなかった。

#### 夏休みスペシャル
- 夏休みにハロー!プロジェクト・キッズがあそびに来ちゃいましたSP（2002年9月1日）
  - 当時は15人中2人がキッズ主演の映画の撮影のため欠席し、13人が出演していろいろなゲームを行った。またモーニング娘。も一部メンバーが欠席している。
  - その後の2002年12月8日にはキッズ主演の映画2作の上映直前にほとんどのメンバーがコントに出演している（この回ではプレゼント企画もあった）。
- ハロモニ的夏休み自由研究すぺしゃる!!（2004年8月22日）
  - 面白い実験を行ったり、石川梨華ら3人が海釣りに挑戦したりした。
- 夏休み恒例 浴衣SP（2005年7月24日・31日）
  - パペットマペットとレギュラーの2組のお笑いタレントと一緒にコントやクイズを行った。
- ℃-uteの夏休み おもいっきり大自然アウトドア体験（2005年8月7日 - 28日〈全4回〉）
  - 東京・奥多摩を舞台に℃-ute（当時はハロー!プロジェクト・キッズのみの7人）が2チーム（梅田・中島・鈴木・岡井チームと矢島・村上・萩原チーム）に分かれて夏休みの思い出作りとして様々なアウトドア体験を行ったコーナーで、メンバー全員がアウトドア初体験だった。
  - 梅田・中島・鈴木・岡井チームはカヌーとパン作り体験、矢島・村上・萩原チームはバウムクーヘン作りと釣り体験をそれぞれ行った。
  - その後の2006年1月2日に有原栞菜が加入してからは8月13日と20日にも「芸能界のオキテを学びましょう!!」という題目で℃-uteの企画が放送され、安倍なつみと共に、梅田・矢島・中島・萩原は長山洋子と、村上・鈴木・岡井・有原は磯野貴理子と芸能界に関するいろいろなオキテを学んだ。
- Berryz工房 ひと夏の想い出（2006年9月3日）
  - 新潟・十日町市を舞台に、Berryz工房が夏休みの想い出作りとして様々な体験を行った。
  - 最初に清水・徳永・菅谷がきゅうりとじゃがいも収穫、水田での稲穂採り、ちまき作りを行った。その後メンバー全員が当時廃校間近の市内の小学校を訪れ、そこに在籍する小学生8人とのバーベキューとカレーライス及び飾り物（ミサンガ）作り、並びにドッジボールと川での水鉄砲遊びを行った。

#### クリスマススペシャル
- ハロモニ。クリスマスSP（2005年12月25日）
  - 中澤裕子を司会に迎え、新旧のモーニング娘。メンバー18人が集結し、柳沢慎吾をゲストに迎え、クリスマスに関するトークやハロモニ。劇場のクリスマスバージョンなどが放送された。
- 聖夜直前!メリーコリキマスSP（2006年12月17日）
  - 辻希美・吉澤ひとみ・藤本美貴・田中れいなの4人が長州小力と一緒にクリスマスに欠かせないイベントを勉強した。クリスマスケーキでは、クリスマスに関するクイズを出し、それに答えた人のみにケーキが食べられた。クリスマスパーティーでは、ディスカウントストアにある商品を使って様々なギャグを披露した。クリスマスディナーでは、『黒ひげ危機一発ゲーム』を使った「告白しりとりゲーム」を行った後に、黒ひげを飛ばしてしまった辻以外のメンバーがディナーを堪能した。
- 弾丸遊園地ツアー（2006年12月24日）
  - モーニング娘。の久住以外の全員と辻希美が2チーム（吉澤・藤本・辻・田中チームと、高橋・新垣・亀井・道重チーム）に分かれて関東近郊にある遊園地計10か所を周り、2人のウサギの着ぐるみ（ウサンタ・ウサトナカイ）からの指令により、様々なアトラクションを体験しながら様々な課題に取り組んだ。中でも、横浜・八景島シーパラダイスでは雨でアトラクションが休止したためか2匹のペンギンと出会い、また富士急ハイランドでは2人が挑戦するにも拘らず1人余分に乗ったり、閉園直後にメリーゴーランドに乗ったりもしていた。その時留守番をしていた久住小春は自身でクリスマスパーティーの準備を行っていた。
  - ツアー終了後、8人が久住の元まで向かい、クリスマスパーティーを行ったが、吉澤チームの3人（辻はスケジュールの都合からかパーティーには参加せず）が3か所目のアトラクションをクリアした所で高橋チームに残りの指令を押し付け、先にパーティー会場入りして料理を食べていた。また、開催中に2006年のザンゲ大会が行われた。

#### その他のスペシャル企画
- モーニング娘。ものまね王座決定戦!（2000年7月16日）
  - モーニング娘。のメンバーがものまねを披露して、ゲストの清水ミチコが審査員として審査した。
- 新メンバー歓迎SP 第1弾 顔でさわってブーラブラ対決（2001年10月28日）
  - 新メンバーの5期（高橋愛・紺野あさ美・小川麻琴・新垣里沙）も加えたモーニング娘。が当番組の名物コーナー「顔でさわってブーラブラ対決」を行った。
- 新メンバー歓迎SP 第2弾 ラストフレーズを歌っちゃダメダメ!（2001年11月4日）
  - 新メンバーの5期（高橋愛・紺野あさ美・小川麻琴・新垣里沙）も加えたモーニング娘。が当番組の人気コーナー「ラストフレーズを歌っちゃダメダメ!」を行った。
- 新メンバー歓迎SP 第3弾 ダジャレ一発ギャグ100連発（2001年11月11日）
  - 新メンバーの5期（高橋愛・紺野あさ美・小川麻琴・新垣里沙）も加えたモーニング娘。が身近にある物を使ってダジャレを披露する対決を行った。
- 新メンバー歓迎SP 第4弾 第2回モーニング娘。ものまね王座決定戦!（2001年11月18日）
  - 新メンバーの5期（高橋愛・紺野あさ美・小川麻琴・新垣里沙）も加えたモーニング娘。がものまね対決を行った。
- 新メンバー歓迎SP 第5弾 ジェスチャー対決（2001年11月25日）
  - 新メンバーの5期（高橋愛・紺野あさ美・小川麻琴・新垣里沙）も加えたモーニング娘。がジェスチャー対決を行った。
- 5期メンバー 体力測定（2001年11月25日・12月2日）
  - 新メンバーの5期（高橋愛・紺野あさ美・小川麻琴・新垣里沙）が体力測定を行った。
- 新メンバー歓迎SP 第6弾 本物は誰だ?（2001年12月2日）
  - 新メンバーの5期（高橋愛・紺野あさ美・小川麻琴・新垣里沙）も加えたモーニング娘。が本物を見抜くゲーム対決を行った。
- 新メンバー歓迎SP 第7弾 山手線ゲーム（2001年12月9日）
  - 新メンバーの5期（高橋愛・紺野あさ美・小川麻琴・新垣里沙）も加えたモーニング娘。が山手線ゲームを行った。
- ハロモニ。お花見ウルトラクイズ（2002年4月21日）
  - モーニング娘。のメンバーが早押しクイズを行うコーナーで、日本テレビの『アメリカ横断ウルトラクイズ』をベースにしている。
- ハロモニ。海の家ウルトラクイズ（2002年8月4日）
- ハロモニ。ものまねバトル2002（2002年10月27日）
- ハロモニ。忘年会ウルトラクイズ（2002年12月1日）
- ハロモニ。ウルトラクイズ2004 ~オリジナル海鮮丼を作れ~（2004年1月18日）
  - これまでの「ウルトラクイズ」とはルールが異なり、様々な形式のクイズを行い、自分オリジナルの海鮮丼を作るというコーナー。
  - 予選では運命の○×クイズが行われ、成績上位の12人が通過、下位の2人が失格（敗退）となるというルールだった。成績発表にはアメリカ横断ウルトラクイズで使われたブーブーゲートに似た装置が使われ、合格なら早押し席へ行けるが、失格（不合格）ならスタジオを出て敗者部屋へ行く事になっていた。この結果小川麻琴と高橋愛が失格（敗退）となった。
  - 1回戦は「神経衰弱クイズ」で、早押しで正解すると神経衰弱がありそれに成功するとそのネタがゲットでき、失敗すると早押しに戻るというルールだった。
  - 2回戦は「一問二答クイズ」で、早押しで解答権を得た人は1つは自分で答えもう1つは予選で失格した2人のうちどちらかを指名しもう1つを答える。2人共正解して初めてネタゲットとなる。
  - 最終戦は「アメリカ横断ウルトラクイズ」で使われた「通過クイズ」で、メンバーが成績順に順番に回り、食べたい場合は対戦するメンバーを指定し早押しで勝てば通過となり海鮮丼を食べる事ができ、まだ欲しい場合は好きなネタを選ぶ事ができた。この場合、通過クイズはできず、順番は最後尾に回る。この結果6人が通過し、残りの6人は食べられなかった。食べた人は飯田圭織、新垣里沙、石川梨華、藤本美貴、辻希美、加護亜依だった。
- ハロモニ。音楽祭2004（2004年5月2日）
  - 中国語に訳されたモーニング娘。の曲を当てるクイズ・童謡の替え歌作詞・ハロプロメドレーのカラオケと、音楽に関する対決を行った。
- ハロモニ。紅白ものまねバトル2004（2004年5月23日）
  - これまでの「ものまねバトル」とはルールが異なり、モーニング娘。が紅組と白組に分かれてものまね対決を行った。ゲストのホリが審査員として審査した。
- 外国人観光客と行く辻ガイド日本文化体験ツアー（2006年4月2日）
  - 辻希美をバスガイドに迎え、モーニング娘。の吉澤・藤本・紺野・小川やパックンマックンと共に浅草仲見世での買い物対決、竜泉での陶芸体験、お台場・東京ジョイポリスでの絶叫ハーフパイプ対決を行った。買い物対決の時は、ジパング上陸作戦が審査員を務めた。
- ゴールデンウィーク超満喫スペシャル（2006年4月30日）
  - 後藤真希と辻希美の2人がゴールデンウィークに行ってみたいグルメスポットを紹介した。紹介したのは池袋ナンジャタウンのギョーザとデザートの店及び横浜カレーミュージアムだった。このうちギョーザとカレーについてはモーニング娘。全員が2チームに分かれてクイズに挑戦して勝ったチームだけにおすすめのメニューを食べられるシステムも採っていた。
  - その後の2006年5月21日の「ハロモニ。絵心バトル2006」にも2人が出演していたが、その頃は加護亜依が謹慎処分中だった。
- ワールドグルメカップ（2006年3月5日・5月28日）
  - 2006年6月にFIFAワールドカップがドイツで開催されるのに合わせて、日本との対戦国に関するクイズやゲームを企画した。ゲストは2回共原口あきまさで、料理の試食係を務めた。
  - 2006年3月5日（第1回）は、日本と対戦するオーストラリア・クロアチア・ブラジルの3ヶ国の料理を争奪するために、モーニング娘。の高橋と道重、元モーニング娘。の中澤と飯田がクイズやPKサッカーを楽しんだ。
  - 2006年5月28日（第2回）は、2002年6月のFIFAワールドカップで日本と共催していた韓国と、同大会で日本と対戦していたチュニジアの2ヶ国の料理を争奪するために、モーニング娘。の小川・道重・田中、元モーニング娘。の中澤と安倍が挑戦した。韓国ではヨン様になりそうな男性を探すナンパ対決が、チュニジアではダンス対決がそれぞれ行われ、その後のクイズではビックスモールンをゲストに迎えた。
- モーニング娘。タイムスリップSP（2006年6月18日）
  - モーニング娘。の30枚目のシングル「Ambitious! 野心的でいいじゃん」の発売を記念して、当時のモーニング娘。全員と元モーニング娘。7人で過去に発売されたシングルにまつわるクイズを行った。
- ハロモニ。買い物王決定戦 お笑いアタックチャンス!（2006年7月2日）
  - モーニング娘。のメンバーが2人ずつでペアを組み3組のチームで戦う。博多華丸・大吉が吉本興業イチオシの若手お笑い芸人7組を紹介し、プロフィールだけで面白いネタをしそうな芸人を先物買いする。ネタを見られるのは最高値をつけたチームのみ。お客さんの審査でネタが最も面白かった芸人を落札したチームが勝利するというコーナー。この回に出演した芸人は、くまだまさし、大好物、ガリットチュウ、出雲阿国、竹内大納言ターボα、コンマニセンチ、昼メシくん。小川麻琴が昼メシくんのネタにツボがはまった。
- ハロモニ。買い物王決定戦 お笑いアタックチャンス! Part2（2006年8月13日）
  - この回は4組のチームで戦った。この回に出演した芸人は、オオカミ少年、ジパング上陸作戦、ハローケイスケ、大西ライオン、シューレスジョー、昼メシくん（2回目）。
- 江戸っ子里沙の素敵な下町ツアー（2006年9月17日）
  - 新垣里沙（コスプレで登場）、高橋愛、田中れいなの3人が浅草を散策した。最初に新垣は高橋と田中に「あなた、横浜の住民ですよね。」と攻められるも、「この企画だけは江戸っ子です。」と返答していた。
  - 最初に浅草寺近くで見つけた犬のマリリンとドッグカフェでの食事を楽しんだ。その後新垣・高橋と田中の別行動が行われた。前半は新垣・高橋がもんじゃ焼きを食べながら田中はマリリンとのボール遊び、後半は新垣・高橋が雷おこし体験を行いながら田中はマリリンのお手などの練習を行い、最後に新垣と高橋が作った雷おこしをマリリンにも食べさせた。
  - その後の2006年10月29日には上野動物園で亀井が合流し、2チームに分かれての「第1回写真メールしりとり選手権」が放送された。
  - 2006年11月19日には、同じスタイルで新垣里沙（先生として、以下は生徒役）、高橋愛、亀井絵里、道重さゆみの4人がキッザニア東京でバスガイド、ビルメンテナンス、看護師、消防士、建設作業員になりながらの仕事対決が行われた。
  - 2007年1月14日の「ハロモニ。AWARDS」では、未公開シーンとして新垣と高橋がもんじゃ焼きを食べている最中に別の席で田中がもんじゃ焼きと豚カルビを食べるシーンが放送された。
- 行楽の秋 牧場体験ツアー（2006年10月8日）
  - 辻希美、高橋愛、藤本美貴の3人がマザー牧場を訪れ、マザーファームツアーやディスクドッグ大会、及び春休みバスツアー!!でも行われたこぶたレースを行った。
- さかなクンとあったか鍋パーティー（2006年11月26日）
  - 辻希美、吉澤ひとみ、道重さゆみの3人がさかなクンと一緒に築地での鍋料理の食材の買い出しや、辻と道重による和洋鍋料理対決を行った。食材の買い出しの最中に辻が卵焼き調理を体験した。
  - 2007年2月4日にも辻希美と道重さゆみの2人が山咲トオルと一緒に戸越銀座での食材の買い出しや2人による料理対決を行った。ここでは辻が和、道重が地中海をテーマにした3つの料理を作った。食材の買い出しの最中に2人のたい焼き作りを体験した。
- デパ地下グルメ争奪 ハロー!ボウリング（2007年1月21日）
  - 5期メンバーの新垣里沙と6・7期メンバー全員及び辻希美の7人が3チームに分かれて東京都内のデパートの地下食品売場で販売している絶品グルメを賭けて、様々な課題に挑戦しながらボウリングを楽しんだ。中にはプロのボウリング選手をお助けマンとして呼んだり、途中にウサギの着ぐるみがちらっと現れた時もあった。なお、始球式はバナナマンが行った。
  - この企画は、2002年のダジャレ大会の時に雑誌名としても使われていた。
  - 8期メンバーである光井愛佳の特技もボウリングである（この回でも光井の密着シーンが放送された）。
- 2007年 次にくるのはコレだ! パネル芸人クイズ アタック9（2007年1月28日）
  - 次世代を担うポスト芸人がネタを披露する。博多華丸・大吉が出題するクイズに正解したチームがポスト芸人を選び、「お笑いアタックチャンス!」と同様でお客さんの審査でネタが最も面白かった芸人を選んだチームが勝利するというコーナー。この回に出演したポスト芸人は、KICK☆（ポストなかやまきんに君）、メグちゃん（ポスト石川梨華）、ニコイチ（ポストザ・たっち）、エリ&ガッキー（ポスト博多華丸）、ヤポンスキー（ポストいつもここから）、ハロ（ポストヨン様）、ノン&ガッキー（ポスト河本準一）、ジンシー・フィールド（ポストカッパーフィールド）。ポスト関根勤も出演する予定だったが、登場しなかった。
- ファンが選ぶもう一度見たい名企画ベスト100（2007年3月25日・4月1日）
  - 番組として最後のコーナーで、7年間放送されたコーナーの中から視聴者がもう一度見たい企画をベスト100形式で放送した。100位から51位まではロール方式で、50位から1位までは映像を踏まえながら放送した。出演したのは最後の司会者である石川と番組終了時点でのモーニング娘。9人及び元モーニング娘。の中澤・飯田・保田・矢口・辻の5人だった。また、新旧のモー娘。メンバーによるブーラブラ対決やお絵かきバトルも放送された。

この他、2004年5月2日と9日には母の日にスイーツを作る企画があった（保田・高橋・亀井が出演し、高橋と亀井がスイーツ作りを行った。）。また、同年12月12日にはモーニング娘。ラッキー7オーディションを受けた10代の女の子1,000人に聞いてクイズ100人に聞きましたのルールでモーニング娘。が参加者とする企画が放送された。

### オーディション
モーニング娘。追加メンバーオーディションを始めとするハロー!プロジェクト関係の様々なオーディションの情報が放送されていた。
過去に募集の告知などはこの番組でも行っていたが、オーディションの途中経過については主としてモーニング娘。追加メンバーオーディションは「MUSIX!」で、カントリー娘。追加メンバーオーディションなどそれ以外のオーディションについては「アイドルをさがせ!」で詳細な放送を行っていた。しかし、この2つの番組が終了してからはオーディションの途中経過を含めたすべてについてこの番組で放送していた。
- カントリー娘。追加メンバーオーディション

募集告知（2000年5月7日・14日、11月26日、12月3日）
- このオーディションから2000年7月16日の放送であさみが新メンバーとして加入した。

- LOVEセンチュリー共演者募集

募集告知（2000年12月3日 - 17日）
- 稲葉貴子新ユニットオーディション

募集告知（2000年12月24日 - 2001年1月14日）→募集結果（2001年2月4日）→再募集告知（2001年3月18日 - 4月1日・15日）→再募集結果（2001年5月13日）
- モーニング娘。LOVEオーディション21

募集告知（2001年6月10日 - 24日）→特番の予告（2001年8月19日）→最終9人決定（2001年8月26日）→新メンバー4人決定（2001年9月2日）
- ハロー!プロジェクトキッズ・オーディション

募集告知（2002年3月24日 - 4月14日）→中間報告（2002年4月21日）→最終合格者は!!（2002年5月26日）→特番の予告（2002年6月23日）→メンバー決定（2002年6月30日）
- モーニング娘。LOVEオーディション2002

募集告知（2002年10月27日 - 11月10日）→国民投票の告知（2002年12月8日・15日）→国民投票の途中経過（2002年12月22日）→特番の予告（2003年1月19日）→新メンバー3人決定（2003年1月26日）
- カントリー娘。追加メンバーオーディション

募集告知（2003年2月2日 - 23日）→最終合格者発表（みうな、2003年4月27日の「ハロプロニュースIN ひょうたん島」にて）
- ハロー!プロジェクト新ユニットオーディション

募集告知（2003年7月6日 - 20日）→最終合格者発表（三好絵梨香、2003年10月5日の「ハロプロワイド」にて）
- ハロプロエッグオーディション2004

募集告知（2004年4月18日 - 5月23日）→途中経過レポート（2004年6月27日）
- その後2004年8月15日の「美勇伝デビュー密着」の中で、メンバーの岡田唯がこのオーディションに合格後すぐにデビューしている。

- モーニング娘。ラッキー7オーディション

募集告知（2004年9月5日 - 11月14日）→オーディション追跡ドキュメント（2004年10月31日 - 12月19日）→新メンバー大決定SP（2005年1月9日）
- モーニング娘。オーディション2005

募集告知（2005年1月30日 - 3月6日）→オーディション追跡ドキュメント（2005年3月13日 - 4月24日）→新メンバー決定SP（2005年5月1日）
- ハロプロ関西オーディション2005

募集告知（2005年10月23日）
- モーニング娘。Happy8期オーディション

募集告知（2006年7月30日 - 10月22日）→オーディション追跡ドキュメント（2006年9月3日 - 11月26日）→特番の予告（2006年12月3日）→新メンバー大決定スペシャル（2006年12月10日）
なお、上記のオーディションで合格したメンバーも番組放送期間中にハロー!プロジェクトを卒業・脱退した人がいた。
- 石村舞波：2005年10月2日
- 紺野あさ美：2006年7月23日（その後2007年7月15日ハロプロに復帰）
- 村上愛：2006年10月31日
- あさみ・みうな：2007年1月28日

### ハロモニ。バレー部
- 2006年1月8日・15日と2月5日（未公開SP）に放送された「正月太りを解消!スポーツSP」に於いて、バレーボール経験者であるモーニング娘。の吉澤ひとみ・藤本美貴・久住小春及び元モーニング娘。の飯田圭織と辻希美の総勢5人で、大林素子の監督の下に「ハロモニ。バレー部」を結成した。
- 2006年1月8日の結成時のシーンでは最初から飯田・吉澤・辻・藤本が登場していたが、後から久住が学業優先のために遅れて登場した。また、15日にはママさんバレーチームとの対戦が行われた。
- 2006年4月9日の「カラダ年齢測定SP」では前述の6人が登場し、バレー部に所属していないモーニング娘。と共に5つの体力測定を行ったが、この時からモーニング娘。の道重さゆみ（体力作りのため）と田中れいな（練習生として）及び元モーニング娘。の後藤真希の3人が新たに加わって9人となった。ただし、後藤については当初マネージャーを務める事になっていたが、体力測定に於いてパーフェクトの数値を記録したので、選手に昇格した形となった。
- 大林については、その後2006年8月20日の「ワールドプッチゲーム」にゲスト出演している。
- この企画は2007年1月14日放送の「名珍場面・未公開NG大放出スペシャル」においてメンバーの間で選ばれた10の候補の中から同月のハロー!プロジェクトコンサート来場者の投票によって行われた「2006年名珍場面ベスト10」の第1位に選ばれた。メンバーと視聴者の双方から人気が高く、メンバーから「もう一度やりたい」、また視聴者から「もう一度やって欲しい」という声が多くある事が明らかになった。しかし後継番組の「ハロモニ@」も放送を終了しており、同番組もこの番組より内容が少ないため実現はしなかった。その後メンバーが全員ハロプロを卒業したためこの部は活動休止となった。2010年に「美女学」が始まったためこの企画が復活する可能性があるものの未だに実現されていない。

## 過去に企画していたコーナー
多くのコーナーが毎週放送されるものではなかったため、終了したのかどうか明らかではないものもある。
一部にはきちんと「最終回」を放送して終了したコーナーもあるものの、いつの間にか放送しなくなったコーナーも多い。中には「私をデートに連れてって♥」や「ハロモニ。アカデミー」のように放送されなくなってから1年以上の間を開けて復活する場合もあった。

### オープニングコーナー
- ヨッスィーの要CHECK IT OUT YO!（2000年10月15日 - 2001年5月13日）

吉澤ひとみ、後藤真希、ミニモニ。
- 視聴者からの様々な質問に吉澤が答えるコーナーだった。途中から後ろに後藤が現れ、最後に2人が去るとミニモニ。が乱入して来て「ハロモニ。ジャンケン」を行った。

- ハロモニ。ジャンケン（「ヨッスィーの〜」の内のトリコーナー）

ミニモニ。
- ミニモニ。が乱入した後にジャンケンをするコーナー。「ハロモニ。グー、モニモニ○○。」という台詞が有名だった。

### メインコーナー
- モーニングトーク（2000年4月9日 - 11月5日）
  - 毎回、「伝説のアイドル」とも呼ばれる女性タレントをゲストに迎え、そのゲストと一緒にいろいろなゲームを行った。オープニングには「恋のダンスサイト」の「ウーハー、ウーハー」の部分を当時のモーニング娘。全員で披露した。
- お使い娘。パッシモニ。（2000年11月12日 - 12月24日）
  - 当時のハロプロメンバー（平家みちよ・ココナッツ娘。・カントリー娘・メロン記念日。これらの担当者は当時のモーニング娘。がルーレットで決定していた。）が様々な手伝いを行った。平家みちよとココナッツ娘。は神奈川県厚木市内での野菜採り、メロン記念日は同県横浜市内のラーメン店レポートを担当した。
  - このコーナーは2000年10月1日にも同じ企画として「カントリー娘。の北海道牧場生活」が放送され、メロン記念日の柴田あゆみが花畑牧場を訪れ、当時のカントリー娘。と出逢った。
- ニセモノはどれだ?ドキドキ5（2000年11月12日 - 12月24日）
  - 同じ食材が5つ揃っており、その中から1つが違う味の食材を選ぶ、いわゆる「ニセモノ」当てゲームであり、お使い娘。パッシモニの後に放送された。
- ミニモニ。VSチャレモニ。どっちも負けるだぴょーん（2001年3月11日 - 4月1日）
  - 2001年2月に放送されたミニモニ。とチャレモニ。のゲーム対決の後継コーナーとして放送された。
  - 2001年3月25日と4月1日は当時のモーニング娘。以外のハロプロメンバーが雪合戦を行い、ミニモニ。とチャレモニ。がクイズ対決を行った。
- 裕ちゃんの大人になるわボヨヨンボヨヨーン（2001年6月10日 - 8月5日）
  - 毎回、男性タレントをゲストに迎え、そのゲストと一緒に相応しい出し物を行った。
- 王女様を救え!（2001年8月12日 - 9月16日）
  - まず、中澤による抽選で王女様(プリンセスオブモーニング)を決め、選ばれたメンバーはヘルメット着用の上、王女様専用シートに座る。王女様に危機が迫っているという設定で、最初に王女様専用シートの頭上から大量のカラーボールが腰の位置まで落ちてくる。王女様はピンチを救うお助け娘。を選び、選ばれなかったメンバーは裏切り娘。となる。お助け娘。と裏切り娘。がミニゲームで対戦し、先に2勝したチームが勝利となる。お助け娘。が勝利すると王女様を救出できるが、裏切り娘。が勝利すると王女様がカラーボールに埋められてしまう。負けたチームは、代表者2名が炭ガス噴射の罰ゲームを受ける。お助け娘。が勝利したら王女様が裏切り娘。の中から罰ゲームを受けるメンバーを指名し、裏切り娘。が勝利したら裏切り娘。がお助け娘。の中から罰ゲームを受けるメンバーを指名する。
  - 前述の通り、2001年9月11日から「ブーラブラゲーム」が初登場した。
- ハロモニ。意識調査（2001年11月7日 - 21日、それ以降も2003年11月9日・16日に同じスタイルで「ほんとはどうなのSP」が放送された。）
- ハロモニ。愛の穴
  - モーニング娘。（当時）の体の一部分を出して誰の体の一部を当てるコーナー。ヒントとして物を使ってもいい。矢口真里は手のひらや耳にゴキブリを貼り付けられ絶叫したことがある。
- ハロモニ。人文字選手権（2004年6月6日、2005年3月6日・10月2日）
- モーム素。部屋（2003年4月20日）
  - マンションの一室にモーニング娘。（当時）と中澤が普段実際に使用している私服（部屋着）で入り、特に目的を与えられない状態で自由に過ごす姿（ただし、部屋の中に犬がいたり昔のモーニング娘。の写真集やカレンダーが置いてあったり、いきなり停電が起こって部屋が真っ暗になるハプニングが発生するなどの意図的な演出も若干は見られる。）を12台の固定カメラとメンバー自身が操作する数台のハンディカムによって撮影した映像をできるだけ編集せずにそのまま流すというもので、メンバーの性格やメンバー同士の人間関係がよく分かる企画だった。なお、この企画は保田圭の卒業記念企画でもあった。
- ハロモニ。健康ドック（2004年7月4日・11月14日）
- ハロモニ。裁判
  - メンバーが他のメンバーから受けたいたずらなどを告発し、他のメンバーに有罪か無罪かを判断してもらう裁判形式の企画だった。2001年12月16日と23日の「2001年ハロモニ。大ザンゲスペシャル」をリニューアルして裁判形式にしたものと見る事もできる。
  - ハロモニ。裁判2002（2002年12月15日・22日）
  - ハロモニ。裁判2003（2003年12月28日）
  - 祝ソロデビュー なっち裁判（2003年8月10日）
  - 松浦亜弥 スケバン疑惑裁判（2006年9月24日）
    - 松浦亜弥主演映画「スケバン刑事 コードネーム=麻宮サキ」の上映直前にゲストとして参加し、モーニング娘。と辻希美からの様々な疑惑裁判が行われた。

### サブコーナー
初期のいくつかの企画は「モーニング娘。のへそ」と連動していた。
- T&Cボンバーのスキルアップ講座（2000年4月9日 - 7月2日）

T&Cボンバー
- 小湊の民謡講座（2000年4月16日 - 5月7日）
- 稲葉のダンス講座（2000年6月4日 - 7月2日）

- ラストフレーズを唄っちゃダメ（2000年8月6日 - 2001年3月18日、以後不定期で数回放送）
  - ハロプロメンバーの曲をメンバー1人が最大3フレーズまで歌い、曲の最後の部分（ラストフレーズ）を歌うと罰ゲームをやらなければならない。かつてフジテレビで放送された「クイズ!歌うぞ音楽王」の「ケツ唄っちゃダメ歌合戦」とルールがほぼ同じ。初期はハロプロメンバー全員が挑戦していたが、この時はラストフレーズを歌うとそのメンバーに属するグループ全員が罰ゲームをやらなければならなかった。その後はモーニング娘。がモーニングトークのゲストと一緒に挑戦し、そして「パッシモニ。」と「ドキドキ5」のコーナーが始まってからはモーニング娘。のみが挑戦していた。
  - オープニングではシャッフルユニット・青色7の曲である「青いスポーツカーの男」の「ダメダメ、ダメダメ」の部分を披露した。
- チャレモニ。（2000年10月1日 - 2001年4月15日）

チャレモニ。：中澤裕子、保田圭、飯田圭織、安倍なつみ
司会：石川梨華（チャーミー石川名義）
アシスタント：吉澤ひとみ（よっすぃー）、後藤真希（ごっちん）
- 中澤・保田・飯田・安倍の4人が「チャレンジ娘。」としていろいろな事にチャレンジするコーナーだった。コーナーの最初には石川が「それ行け!チャレンジモーニング娘。」というコールを言っていた。
- チャレンジしたのは縄跳び、合気道、マジック、ハンドベル演奏などであった。
- 後に情報コーナーの司会者になる「チャーミー石川」のキャラクターが生まれたのがこのコーナーである。

- ミニモニ。ちっちゃー!（2000年10月15日 - 2001年2月18日）

ミニモニ。
- ミニモニ。の知名度を図るために様々な出し物を行った。

- ミニモニ。世界照準（2001年6月10日 - 8月19日）

ミニモニ。
- 世界進出を目指すミニモニ。が毎回ゲスト（さまぁ〜ず、夏まゆみ、ダチョウ倶楽部など）を迎え、そのゲストと一緒に相応しい出し物を行った。

- 投稿!笑わん姫。（2003年1月5日 - 2004年9月26日）

笑わん姫：後藤真希
執事：安倍なつみ
キノコ（当初は「賢者」だった）：矢口真里、吉澤ひとみ
- 笑わない姫を笑わせるためという設定で視聴者からの投稿を募った。
- 結果は「大笑い」「中笑い」「小笑い」「笑い無し」の4つに分けられたが、中には「お笑い」もあった。

- あやや&ミキティー ハワイヤ〜ン娘。（2003年2月2日 - 4月13日、全9回）

松浦亜弥、藤本美貴
- 「いや〜ん、いや〜ん、ハワイヤ〜ン」という台詞で有名なミニコントを行った。
- 最終回の2003年4月13日は、このコーナーの終了後に「めざせ！ハワイヤ〜ン娘。」が放送された。
- この2人は後にGAMを結成した2006年9月24日にもGAMに関する相性テストが行われた。

- めざせ!ハワイヤ〜ン娘。（2003年4月13日 - 9月7日）

辻希美、紺野あさ美、小川麻琴、吉澤ひとみ（途中から参加）
- 立派なハワイヤ〜ン娘。になるためにフラダンスやアクセサリー作りなどを学ぶコーナーで、2003年9月7日のモーニング娘。ハワイファンクラブツアーに於いてフラダンスの成果を披露して終了した。なお、ハワイアンキルト作りの時は、キャシー中島が講師を務めた。

- 魁!!新垣塾（2003年6月8日 - 7月6日、以後10月26日に番外編〈あぁ!結成記念〉を放送）

塾長：新垣里沙
アシスタント：安倍なつみ
塾生：亀井絵里、道重さゆみ、田中れいな
- 6期メンバー3人を養成するために様々な教育を行うコーナーだった。
- 2003年8月24日には、「乱入!新垣塾!!三番勝負」をメインコーナーとして先輩メンバーと3つのゲーム対決を行った。また、10月26日の番外編の前にもあぁ!のデビュー曲披露前に新垣があぁ!と一緒に出演している。
- 2004年4月25日には、「ミニモニ。四休さん」の最終回に新垣が「新垣塾長」のキャラで亀井と共に出演した。また、11月28日の「第1回ハロプロ超感謝祭SP」ではゲームコーナーに於いてセットの後ろに「モーニング娘。」「メロン記念日」などのグループ名が書かれた垂れ幕が張り出されている中に、少し小さめの「新垣塾」と書かれた垂れ幕も張り出されていた。

- 三人言（2003年11月9日）

石川梨華、後藤真希、藤本美貴
- 映画「17才 旅立ちのふたり」「青春ばかちん料理塾」の主演だった3人がとある喫茶店でいろいろなトークを行った。

- 地球戦士W（2004年6月27日 - 2005年1月23日）

ツジ隊員：辻希美
カゴ隊員：加護亜依
- 謎の黒人司令官ミスターWの指令に基づき地球の大切なものを守るために戦う美少女戦士…、という設定で、Wが日本のなくなりつつあるいろいろなものを体験するコーナーだった。
- 黒人司令官ミスターWの声は、この番組のナレーターである諏訪部順一だった。

- うろおぼえゼミナ〜る（2005年5月29日 - 7月17日）

教授：安倍なつみ、飯田圭織、加護亜依、後藤真希、保田圭、辻希美
- 毎回3人が教授として登場し、視聴者から寄せられた質問に自分で考えた答えを答えるコーナーだった。

- ハロモニ。脳内スキャン（2005年10月16日 - 12月18日、全5回）
  - 1名が脳内スキャンの挑戦者となった。残るメンバーは3チームで、「ウソ発見器」を使った質問をヒントに挑戦者の回答を当てた。さらに、初回と2回目ではニセ催眠術師の催眠術にかかるドッキリの反応も当てていた。
  - 第1回挑戦者：藤本美貴（2005年10月16日）
  - 第2回挑戦者：道重さゆみ（2005年10月23日）
  - 第3回挑戦者：紺野あさ美（2005年11月20日）
  - 第4回挑戦者：亀井絵里（2005年12月11日）
  - 第5回挑戦者：新垣里沙（2005年12月18日）
- どすこい!後藤部屋（2005年10月30日 - 2006年1月29日、全5回）
  - モーニング娘。全員が文字通り「後藤部屋」所属の力士となって、石川の行司（石川梨華之助）によりいろいろなゲームに挑戦した。実況は太田真一郎だった。
  - 横綱になったメンバーには後藤からご褒美をもらい、ならなかったメンバーはお仕置きとして巨大風船が爆発するお仕置き部屋に入らなければならなかった。
  - また、3回目以降はハロプロメンバーが「ハロプロ部屋」所属の力士としてゲスト参加しており、2005年11月27日と12月4日に辻希美と加護亜依が参加していた。さらに翌2006年1月29日にはこの2人と共にハロプロメンバー以外のゲストとして森三中が参加し、3チームに分かれて2つのゲームを行った。
  - 初代横綱：藤本美貴（2005年10月30日）
  - 二代目横綱：吉澤ひとみ（2005年11月6日）
  - 三代目横綱：紺野あさ美（2005年11月27日）
  - 四代目横綱：藤本美貴（2回目）（2005年12月4日）
- ターン鳥チキン（2005年11月27日 - 2006年4月9日）
  - 山岸功の声による田中れいなと久住小春がMCとして様々な「回文」に挑戦するコーナーだった。視聴者から送られて来た回文の一部分を1問につき5回聞き、それが分かった時点で残りの部分を答えた。
  - 田中は「MCれいな」としてネコ、久住は「MCこはる」としてウサギの着ぐるみを着ていた。
- 行列グルメ争奪マジックレストラン（2005年8月21日 - 12月18日、全15回 以後総集編を2006年2月12日、特別編を7月9日と9月10日に放送）
  - ゲストに迎えた有名マジシャンがテーブルマジックを披露し、「この後どうなるでしょう?」とクイズで毎回2問ずつ（2005年12月11日と18日は1問だけ）出題された。グルメは東京都内の行列必至のレストランのメニューが出された。上位2人はそのグルメを食べる事ができたが、1人しか居なかった場合はマジシャンと一緒に食べる事になり、3人以上いた場合はトランプで抽選を行い、はずれた人は罰ゲームとして苦丁茶を飲まなければならないシステムだった。2005年12月18日にもクイズを1問出題したが、その時は正解者全員（5名）がグルメを食べる事ができた。
  - 最初は「東京行列グルメ争奪マジックレストラン」とタイトルに「東京」の文字が入っていたが、後に東京の文字が使用されなくなっても東京都内のレストランが紹介されていた。モーニング娘。の他にも他のハロプロメンバーがゲストとして出演しており、2005年11月6日と13日に後藤真希、20日に加護亜依、27日に辻希美、12月4日に安倍なつみ、18日に保田圭が出演している（いずれも元モーニング娘。）。
  - 支配人演じる石川梨華の役名は毎回違った（ペスカトーレ石川・ペペロンティーノ石川・明太子スパゲッティ石川・イカスミ石川など）。毎回最初に石川がメニューの試食をして「おいしい。」と発言し（後には小ネタが加わるようになる）、それに対して他のメンバーが「早く食べろよ!」やブーイングをするのがパターンになっていた。
  - このコーナーは2005年12月18日で一旦終了したが、その後の翌2006年1月22日からは「行列グルメ争奪エンタメレストラン」とリニューアルして全3回放送された。コーナー名の移行後も東京都内（2回目は横浜市内）のレストランが紹介されている。初回はスピードワゴン、2回目（2月26日）はいつもここから、3回目（3月19日）は米村でんじろうがそれぞれゲストとして出演している。また他のハロプロメンバーも初回に辻希美と加護亜依が、2回目に安倍なつみが、3回目に安倍なつみと後藤真希が出演している（いずれも元モーニング娘。）。しかし、3月22日の3回目の渦巻き模様の映像が日本民間放送連盟が定めたガイドラインの中で避けるべきとされている映像と判断したため、後日公式サイトにお詫びが掲載されると共に、遅れ放送を行っているテレビ局では問題部分の映像を「ターン鳥チキン」のコーナーに差し替えられた（同じ日に放送されたセサミストリートでもガイドラインの中で避けるべきとされている映像があった）。
  - 2006年2月5日の「正月太り解消!スポーツSP」の未公開SPでは、飯田・吉澤・辻・藤本・久住チームの打ち上げのシーンでふじいあきらによる初の出張マジックが行われ、クイズを1問出題した。その時も正解者全員（5名）がグルメを食べる事ができた。
  - 2006年2月12日には、加護亜依が写真週刊誌「FRIDAY」に喫煙されたシーンの写真が掲載されていたとして謹慎処分されたのに伴い、予定されていた番組編成の一部を変更して、過去15回放送された分の中からマジシャンがいろいろなマジックの技を8本公開する総集編が放送された（公開されたのは第4〜6・8〜10・12・15回のマジックだった。）。
  - 2006年7月9日は久々に「マジックレストラン」に戻して「特別編」として放送し、2組の有名マジシャン（ムッシュ・ピエール、ぺるまゆ）を迎えてモーニング娘。を2つのチームに分けると共にハロプロメンバーの中澤裕子と辻希美も加わり、1組につき2問のクイズを出題し、正解者の多いチームのみにグルメを食べる事ができた。
  - 2006年9月10日は「秋の味覚スペシャル」として放送し、3組の有名マジシャン（Dr.ZUMA、なか。たつや、横木ジョージ）を迎えてハロプロメンバーの松浦亜弥と共に和・洋・中の3つのグルメを賭けて1組につき1問のクイズを出題し、正解者のみにグルメを食べる事ができた。

| 回数 | 放送日         | 店名                         | メニュー                           | 食べた人                     | 石川の役名             | マジシャン         |
| ---- | -------------- | ---------------------------- | ---------------------------------- | ---------------------------- | ---------------------- | ------------------ |
| 1    | 2005年8月21日  | カレー食堂心                 | 骨付きチキンのスープカレー         | 高橋・道重                   | カルボナーラ石川       | ムッシュ・ピエール |
| 2    | 2005年9月4日   | 自由が丘スイーツフォレスト   | ストロベリーショートケーキ         | 紺野・小川                   | ペスカトーレ石川       | ムッシュ・ピエール |
| 3    | 2005年9月18日  | 糖朝青山店                   | マンゴーとフルーツ入り豆腐花       | 新垣・田中                   | ペスカトーレ石川       | ふじいあきら       |
| 4    | 2005年9月25日  | 本郷FIREHOUSE                | モッツァレラマッシュルームバーガー | 高橋・藤本                   | ペスカトーレ石川       | Dr.ZUMA            |
| 5    | 2005年10月2日  | ポムの樹アクアシティお台場店 | チーズインオムライス               | 小川・新垣                   | ペペロンティーノ石川   | なか。たつや       |
| 6    | 2005年10月16日 | らいむらいと                 | ステーキ丼                         | 藤本・田中                   | 明太子スパゲッティ石川 | 吉良蓮甫           |
| 7    | 2005年10月23日 | キムカツ恵比寿本店           | キムカツ                           | 亀井・マギー審司             | ペンネ石川             | マギー審司         |
| 8    | 2005年10月30日 | 中国料理五十番               | 肉まん                             | 藤本・田中                   | ジェノベーゼ石川       | Mr.Color           |
| 9    | 2005年11月6日  | 鳥つね自然洞                 | 特上親子丼                         | 後藤・紺野                   | イカスミ石川           | ぺる               |
| 10   | 2005年11月13日 | 明洞                         | 石焼ビビンバ                       | 藤本・紺野                   | エスカルゴ石川         | HIRO SAKAI         |
| 11   | 2005年11月20日 | 広味坊                       | あわび汁入りリゾット風チャーハン   | 吉澤・久住                   | カルパッチョ石川       | 高橋ヒロキ         |
| 12   | 2005年11月27日 | フランクリンアベニュー       | テリヤキバーガー                   | 藤本・紺野                   | ボロネーゼ石川         | Mr.Color           |
| 13   | 2005年12月4日  | 京鼎楼（ジンディンロウ）     | 蟹肉小籠包                         | 高橋・小川                   | ラザニア石川           | 横木ジョージ       |
| 14   | 2005年12月11日 | 細打ちうどん竹や             | エビ天カレーうどん                 | 田中・ふじいあきら           | カップレーゼ石川       | ふじいあきら       |
| 15   | 2005年12月18日 | 広島焼きHIROKI               | HIROKIスペシャル                   | 保田・吉澤・紺野・藤本・亀井 | ジェラート石川         | なか。たつや       |

### ミニドラマ
- バレリーナ戦隊メロン（2000年4月9日 - 8月20日）

メロン記念日
- 2000年8月の最終回直前にはココナッツ娘。（「ハワイアン戦隊ココナッツ」として出演。当時は4人。）も共演し、ボウリング対決を行った。
- 2000年夏のハロー!プロジェクトのコンサートでは、メロン記念日がバレリーナ姿で登場していた。

- 小さな恋の記念日（2002年2月10日 - 4月7日） - メロン記念日
- 飛び出せ!アルバイトしばた（2002年4月28日 - 8月4日） - メロン記念日
  - 柴田あゆみ、村田めぐみ、大谷雅恵の3人が高校卒業の記念旅行の旅費を稼ぐためにアルバイト派遣業者の斉藤瞳から指示を受けて様々な仕事に挑戦するコーナーだった。

### ハロモニ。劇場
- 「バスがくるまで」（2001年10月7日 - 2003年3月16日）
- 「昼下がりのモーママたち」（2002年10月6日 - 2003年2月2日）
- 「駅前交番物語」（2003年4月6日 - 2004年4月18日）
- 「公園通り三丁目」（2004年4月25日 - 2005年9月11日）

### ミニコント
- ミニモニ。ぴょ〜ん星人（2001年10月7日 - 2002年9月22日）

やぐち親ぴん（矢口真里）、つじぴょ〜ん（辻希美）、かごぴょ〜ん（加護亜依）、ミカぴょ〜ん（ミカ）
ゲスト：ぽろり星人なんでも裕子女王様（中澤裕子）、保田ケメコおばあちゃん（保田圭）他
- ぴょ〜ん星人である4人が謎の大親びんの指令を受けて地球征服の手始めに懐かしの道具検証などで地球の文化のことを学習した。また、2002年4月からはアニメなどのキャラクターも登場していた。

- ゴマキペンギン物語（2002年6月16日 - 9月22日）

ゴマキペンギン（後藤真希）：ピンク色のペンギン。いつも妹のために魚を届けようとがんばっている。
ヒトミピンクペンギン（吉澤ひとみ）：ゴマキペンギンの妹。
- 後藤と吉澤がペンギンの着ぐるみを着て坂のセットを登るコントだった。
- 2007年9月に開催された「モーニング娘。10年記念展」に於いて、ゴマキペンギンとヒトミピンクペンギンの着ぐるみの実物が展示されていた。

- ゴマキスズメの子育て日記（2002年10月6日 - 2003年2月2日）

ゴマキスズメ（後藤真希）：子育てに熱心なスズメ。
ヒトミカラス（吉澤ひとみ）：いつもゴマキスズメの邪魔をする。
あいチュン（高橋愛）：ゴマキスズメの赤ちゃんで、メス。何でも語尾に「〜チュン」を付ける。
- 後藤がスズメ、吉澤がカラスの着ぐるみを着て子育てを行うコントだった。高橋は途中からスズメの着ぐるみを着ての出演だった（当初はヒナとして卵の殻に入った状態で出演）。
- 2007年9月に開催された「モーニング娘。10年記念展」に於いて、ゴマキスズメ・ヒトミカラス・あいチュンの着ぐるみの実物が展示されていた。

- ミニモニ。河童の花道（2002年10月6日 - 2003年9月28日）

かっぱモニ。：ミニモニ。の正体で、いつも貧乏な河童の四姉妹 - まりっぱ（矢口真里：人間に恋をして裕子女王様の力で人間に変身したが、見事にフラれた。そのまま人間世界で暮らす事になる（〜2003年3月30日））、ミカっぱ（ミカ）、つじっぱ（辻希美：姉妹の中で唯一語尾に「～ッパ」を付けず、代わりに「～ケロ」を付けて話す）、かごっぱ（加護亜依）、ラブっぱ（高橋愛、2003年4月6日 - ）
ゲスト：ニイガニ（新垣里沙）、コンガニ（紺野あさ美）、なんでも裕子女王様（中澤裕子）他
- ミニモニ。四休さん（2003年10月5日 - 2004年4月25日）

ミカきゅー（ミカ）、つじきゅー（辻希美）、かごきゅー（加護亜依）、ラブきゅー（高橋愛）
和尚さん（保田圭）
ゲスト：ミキスケ（藤本美貴）、まりっぺサンタ（矢口真里）、巫女しゃま（飯田圭織）、リカ作（石川梨華）、マキ姫（後藤真希）、イナばぁ（稲葉貴子）、マコラッチョ（小川麻琴）、あやや（松浦亜弥）、新垣塾長（新垣里沙）、カメさん （亀井絵里）
- ミニモニ。がお寺で修行する4人の小僧として出演した。
- 山手線ゲーム形式の一問多答クイズコーナーであった。敗者は巨大てるてる坊主をぶつけられる罰ゲームを請ける。
- 中でも、2003年12月14日にゲスト出演されたミニモニ。の元リーダー矢口は、当時ハロー!プロジェクト・キッズの梅田・清水・矢島・嗣永・村上と共に結成していたZYXの話などが放送された。

### 情報コーナー

#### ハロプロニュースシリーズ
ニュース番組風にハロプロ関係の情報（主に新商品）の紹介を行うコント仕立てのコーナー。
開始当初は『お金がない!』やGIレース開催日の『スーパー競馬』のオープニングで使用している曲を使っていた。
- ハロプロニュース(HPN)（2001年10月7日 - 2003年3月30日、5月25日）

メインキャスター：中澤裕子、チャーミー石川（石川梨華、以下同じ）
サブキャスター：高橋ラブリー♥（高橋愛、以下同じ：当初はゲストとしての参加であったが、後にレギュラーに昇格した。）
ゲスト：マコピー小川（小川麻琴）、ビューティ紺野（紺野あさ美）、ミスター吉澤（吉澤ひとみ）、キューティ保田（保田圭）、コンサドーレ安倍（安倍なつみ）、ミニマム矢口（矢口真里）
- ハロプロニュース(HPN) IN ひょうたん島（2003年4月6日 - 5月18日）

メインキャスター：チャーミー石川、中澤裕子、高橋ラブリー
ゲスト：カントリー娘。（2003年4月27日のみ。この日にカントリー娘。追加オーディションで合格したみうなが初お披露目された）
- 2003年3月30日の回で高橋から石川へひょうたん島支局勤務の辞令が出た事によって企画した。中澤は島の民家に住むお母さん、高橋はその娘の幼稚園児として登場した。
- 2003年5月11日と5月18日の放送では、高橋がのどを痛めて声がかすれていたため、中澤に「愛ちゃんこんな声じゃないやろ?」などと突っ込まれていた。

- ハロプロニュース(HPN)特別編（2005年5月8日の卒業記念 石川梨華のやりたいこと全部やっちゃえSP内企画）

メインキャスター：復活チャーミー石川
歴代レポーター大集合（ただし中澤はスケジュールの都合でテレビ電話での登場となった）
- 前述の通り、チャーミー石川はその後2007年3月11日の「ハロプロ!ちゃんねる。」にもメインキャスターを務めた。

- ハロプロワイド(HPW)（2003年6月1日 - 2004年5月9日）

キャスター：中澤裕子、おじゃマルシェ紺野（紺野あさ美、以下同じ）、ピーマコ小川（小川麻琴）
レポーター：おじゃマルシェ紺野（キャスター兼任）
アシスタント：ナルシス サーユ シゲ（道重さゆみ）
- ハロプロアワー(HPH)（2004年5月16日 - 2005年1月23日）

メインキャスター：中澤裕子、紺野あさ美
サブキャスター：あさめ（あさみ）、ムラ田めぐみ（村田めぐみ）、まいっちんぐ里田（里田まい）、チャーミー石川
レポーター：おじゃマルシェ紺野（キャスター兼任）、エリザベスキャメイ（亀井絵里）
- なお、2006年3月〜11月には同名の番組がUSENの無料パソコンテレビ「GyaO」で放送されていた。

#### エリック亀造の毎度ありぃ
（2005年2月6日 - 11月27日）

亀井絵里、中澤裕子、道重さゆみ他
中澤が居た部屋にハロプロ物産のセールスマン「エリック亀造（亀井絵里）」がやって来て、ハロー!プロジェクトの販売物を紹介するコント仕立ての情報コーナーだった。回によっては部屋以外で収録した事もあった。
亀井の役柄は、たまに「エリーゼ亀山（ハロプロ物産社員食堂「喫茶うらしま」のウェイトレス）」だったり、「エリドリアン亀井」或いは「エリックかめりん（亀造の娘で高校生）」だったりした。また、道重が「プリンセスさゆみん（ハロプロ物産秘書課）」や「ピンキーさゆみん（プリンセスさゆみん改め）」として、亀造のアシスタントや単独の販売員として来た事もあった。ハロプロアワー(HPH)の突撃レポーター「エリザベス亀井（キャメイ）」のキャラクターが評判良かったのか、新しいコーナーの主役になった。このコーナーでは完全に「お笑い系」キャラになっているが、キャラではなくこれが本当の亀井の姿なのではないかと言われていた。あの中澤を同期（6期）の道重と共に年齢ネタでいじめるというコーナーでもあった。コーナーの最後はその時、その時のオリジナル!?ダンスで締めくくるのだが、ゲストが居ようとお構いなしに暴れて終わる。

この時、バックで流れる音楽には、「(Samba De Janeiro)サンバ・デ・ジャネイロ」が使われている。
最初から中澤と共に部屋に居たハロプロメンバーには週替わりでその週にCDなどの商品が発売されるメンバーが優先的に選ばれていたが、途中から道重1人に固定され、それ以外に販売される商品に関わるハロプロメンバーがコーナーの途中からゲストとして出演するようになった。ただし、2005年7月31日と8月7日は中澤が不在だったため、7月31日は藤本・新垣・道重の3人が、8月7日は藤本・石川・道重・久住の4人が進行した。また、同年5月15日の放送でも中澤が不在だったために安倍・辻・加護のモー娘。卒業生トリオが進行したが、この時安倍はオープニングのジングルが鳴り終った後に「パオーン！（象の鳴きまね）」と叫び、辻と加護に「なんじゃそりゃー!?」と突っ込まれていた。なお、この回は通常通りの部屋のセットでの収録だったが、亀井はエリック亀造ではなくエリーゼ亀山に扮して登場していた。

#### 絶叫!コマ〜シャル。
（2005年12月4日 - 2006年7月30日）

ハロプロメンバーが「情報レーサー」と称して関東近辺の遊園地や動物園の絶叫マシーンに乗ってハロー!プロジェクトの販売物を紹介するコーナーだった。メンバーが絶叫マシーンに乗る際にはウサギの着ぐるみ（実質は番組スタッフが行っていた）がスケッチブックで書いたカンペを行った。コーナーの最後には紹介された商品のおさらいが出た。
2006年6月25日には、何の説明もなくコーナー名が「ドッキドキ!コマ〜シャル。」に変更されていたが、コーナーの内容は全く同じだった。また、翌週の7月2日にも同じコーナーが放送されたが、その翌週の9日には何の説明もなくコーナー名がまた元の「絶叫!コマ〜シャル。」に戻っている。
当初は1人のメンバー（安倍なつみ、新垣里沙、亀井絵里、道重さゆみ）だけが登場して絶叫マシーンに挑戦していたが、2006年2月26日から3人のメンバー（7月23日と30日は2人）が登場してくじ引きで選ばれた1人のメンバーだけが挑戦する形式になった。ただし選ばれなかったメンバーも何かをやらされる事がしばしばあった。絶叫マシーンに乗るハロプロメンバーを「情報レーサー」と称する事から、その衣装がレーサー風のものになっていた。その衣装には「チャーミー石川」や「エリック亀造」といった過去の情報コーナーに関係するものや「ハロモニ。女子学園」「TV TOKYO」「Gatas Brilhantes H.P.」「白百合財閥」「ハロー!モーニング。」「Produce by つんく♂」「ハロー!電鉄」といった番組やハロプロに関係する様々な言葉が書かれたワッペン風のものが付けられていた。また、この衣装は1組しか用意されていないようで、2人が同時に絶叫マシーンに乗る時は1人は普通の衣装で絶叫マシーンに乗っていた。回によっては、特に伝える情報がなくても放送される事があった。
2006年1月15日の「正月太りを解消!スポーツSP」の後編では中澤チームのうち新垣里沙と石川梨華が挑戦した。その後2月5日の未公開SPではよこはまコスモワールドでモーニング娘。の中で唯一不参加だった小川麻琴が参加した2人と共に挑戦している。
2006年2月26日には、絶叫マシーンに乗っての商品紹介以外にもウサギの着ぐるみと一緒にお化け屋敷での商品紹介も行われた。この時はとしまえんにモーニング娘。から新垣里沙・亀井絵里・田中れいなの3人が出演し、前者は亀井が、後者は新垣が挑戦し、3月5日には前述で参加しなかった田中と新垣が挑戦した。また同じく3月12日・9日・26日にも那須ハイランドパークに3人が出演し、この時は12日に田中が、19日に亀井が、26日に新垣が挑戦した。さらに6月25日と7月2日にも東京ドームシティに3人が出演（この時のタイトルは「ドッキドキ!コマーシャル。」）し、この時は6月25日に新垣が、7月2日に田中が挑戦した。そして7月9日と16日にも西武園ゆうえんちに3人が出演し、この時は9日に亀井が挑戦した他、16日には新垣と田中が絶叫マシーン以外のアトラクションから商品告知を行った。
2006年4月2日と9日にはよみうりランドに高橋愛・新垣里沙・亀井絵里の3人が出演し、この時は2日に亀井が、9日に高橋と新垣が挑戦した。また同じく6月18日にもパレットタウンに3人が出演し、この時は高橋と新垣（その時はウサギの着ぐるみと一緒に）が挑戦している。
2006年4月30日と5月7日には富士急ハイランドに新垣里沙・亀井絵里・道重さゆみの3人が出演し、この時は4月30日に道重が挑戦した他、5月7日には新垣と亀井が挑戦した後、道重はウサギの着ぐるみと一緒にお化け屋敷での商品紹介も行われた（ただし商品告知は行わなかった）。
2006年5月14日と21日には横浜・八景島シーパラダイスに小川麻琴・亀井絵里・道重さゆみの3人が出演し、この時は14日に小川（その時は商品紹介がなかったため、番組の宣伝を行った。）が、21日には亀井と道重（その時は小川がウサギの着ぐるみの顔部分をかぶり、同時に番組スタッフのウサギの着ぐるみの顔部分はショッピングバッグをかぶっていた。）が挑戦した。
2006年6月4日と11日には那須ハイランドパークに亀井絵里・新垣里沙・紺野あさ美の3人が出演し、この時は4日に紺野が、11日に新垣が挑戦している。
2006年7月23日と30日には富士急ハイランドに新垣里沙と亀井絵里が出演した。前者は新垣が挑戦したが、新垣が何も言えずに終わってしまったため、泣き出していた。また後者は2人の他にウサギの着ぐるみが顔部分に人間の顔のお面をかぶって挑戦したが、ここでも何も言えずに終わってしまった。なお、この2人はコーナー終了後に「発汗!CM。」に移行された。
このコーナーに出演していたウサギの着ぐるみは、コーナー終了後も発汗!CM。（現在は終了）の他、メインコーナーの企画やワールドプッチゲームなどに何度か出演していた。また、深夜ドラマ「ドラマ24・2ndハウス」にも出演していた。

#### 発汗!CM。
（2006年8月27日 - 2006年12月24日）

前コーナーの「絶叫!コマーシャル。」から引き続き、新垣里沙と亀井絵里がそれぞれ「発汗1号セニョリータ新垣」（オレンジ色の衣装）と「発汗2号ヴィクトリア亀井」（黄緑色の衣装）として、謎のムキムキマン「MR.スウェット」の指示に従って制限時間内に様々な体力トレーニング（しばしば意味不明な障害物が出現する）を行いながらハロー!プロジェクトの販売物のリリース情報を体を張って紹介するコーナーだった。「MR.スウェット」の声はこの番組のナレーターである諏訪部順一であった。
「ハロプロニュース」から「エリック亀造の毎度ありぃ!」までの情報コーナーはすべてスタジオ収録で、その後の「絶叫!コマ〜シャル。」はすべてロケであったが、このコーナーになってからもロケが中心だった。
2006年9月24日からは、関東各地にある様々な階段状の坂道を登った後にリリース情報を紹介する方式となった。新垣と亀井が坂の紹介を行い、次にMR.スウェットが坂に関する独り言を言ってからトレーニングを行い、最後に次の告知とMR.スウェットの独り言が行われる仕組みだった。同日と10月1日・8日・15日、12月3日は東京都文京区、10月22日と29日は神奈川県横浜市保土ケ谷区、11月5日と12日、12月17日は東京都港区、11月19日と26日は荒川区の坂道が挑戦場所となった。ここではMR.スウェットが様々な衣装を着て登場する事がある。また、11月5日からはコーナーの最初に坂道に因んだ地名や区のマークをイメージした人文字のシーンが放送された。
2006年11月12日には、発汗2号ヴィクトリア亀井の挑戦のシーンで「絶叫!コマーシャル。」に登場していたウサギの着ぐるみが突然乱入した。
2006年12月24日の最終回では、有終の美を飾るために東京タワーのフットタウン屋上から大展望台までを展望階段で登り、中間地点で亀井が、大展望台の床ガラス部分で新垣がそれぞれ商品告知を行った。その時には東京タワーのマスコット「ノッポン」も出迎えた。最後にMR.スウェットとノッポンがアーチを作って2人がアーチをくぐった。
このコーナーが終了した後も、2007年1月14日の「ハロモニ。BOX」で登場時のパフォーマンスを披露した。この日は道重さゆみとBerryz工房のメンバー2人による商品紹介も行われた。

#### ハロプロ!ちゃんねる。
（2007年1月21日 - 3月18日）
- キャスター：エリザベス亀井（キャメイ）（亀井絵里）、チャーミー石川（石川梨華）
- コメンテーター：藤本美貴、中澤裕子
- レポーター：ピンキー小春（久住小春）、リシャ☆新垣（新垣里沙）、ミッツィー（光井愛佳）

これまで情報コーナーは、2005年1月23日に「ハロプロアワー」が終了してから「エリック亀造の毎度ありぃ!」「絶叫（ドッキドキ）!コマーシャル。」「発汗!CM。」といったニュース番組風ではないコーナーを放送していたが、このコーナーで2年ぶりにニュース番組風のコーナーに戻った。レポーターは、ハロー!プロジェクトの販売物のリリース情報を紹介するのに相応しいゲストを呼び、与えられるゲームにゲストが勝つとそのゲストからリリース情報が伝えられていた。
このコーナーが始まる前の2007年1月14日のハロモニ。BOXで藤本が「21歳無趣味です」と自己紹介した事から、このコーナーの同時企画として「藤本美貴の趣味募集企画」が視聴者からの投稿によって行われディスクドックや社交ダンスを行った。
2007年2月4日には、ピンキー小春が月島きらりとして登場し、エリザベス亀井とのゲーム対決が行われた。
2007年2月11日には、エリザベス亀井と藤本が初めて2人揃ってコスプレ姿で出演した。また、ピンキー小春のレポーターの時に光井愛佳が初めてゲストで出演した（田中れいなと共演）が、そのしゃべりっぷりに藤本は「どこのオカマ連れてきたのー!?」と言っていた。
2007年2月25日には、コメンテーターを中澤が務めたが、藤本は岡田と共にゲストで登場した。
2007年3月4日には、リシャ☆新垣のレポーターの時にBerryz工房がゲスト出演している時に、途中で石川がゲスト出演し、自分の趣味を亀井や藤本と共に披露していた。
2007年3月11日には、「ハロプロニュース」のキャスターだったチャーミー石川がキャスターに復活就任したが、エリザベス亀井は高橋愛と共にゲストで登場した。なお、この回のレポーターはミッツィ〜（光井）が担当した。
2007年3月18日には、「藤本美貴の趣味募集企画」で採用趣味以外にも多くの趣味が募集されていたため、番外編として「美貴様の趣味探しツアーSP」が企画された。最初のリムジン車内でのドミノ倒しは却下されたが、テニス太極拳・エクストリームアイロニング・クレープ作り・紙相撲対決を行い、いずれも趣味に採用された。なお、紙相撲ではアメリカザリガニを迎え、自分で力士の四股名を付けて対戦した。その後、ツアーを終えた2人がスタジオに戻ってくると、デスクの上に「ハロちゃん。（ハロプロちゃんねる。の略）今日はなしよ。そんでもって今回で終了（^皿^）（←顔文字入り）」と書かれた原稿が置かれており、原稿を読んだ亀井は「何この軽い感じ!?」と半ばボー然とした表情を浮かべていた。結局この回をもってこのコーナーは終了され、終了後に今週のリリース情報をダイジェスト版で紹介した。なお、3月25日の放送でも同様にダイジェスト版で今週のリリース情報が放送された。
なお、このコーナーは過去の情報コーナーの中で最も期間が短いコーナーだった。

### オーディション／密着
- 新メンバー（5期）体力測定（2001年11月25日 - 12月9日）
- ミキティ新曲ドキュメント（2002年10月20日 - 11月17日）
  - 4thシングル「ボーイフレンド」のプロモーション活動を中心に放送された。
- 6期メンバー観察大作戦（2003年2月2日 - 4月20日）
  - モーニング娘。さくら組とモーニング娘。おとめ組の結成会見からデビューイベントまで、6期メンバーの素顔が放送された。また一部は「情報プレゼンター とくダネ!」（フジテレビ系）でも6期メンバーの密着シーンが放送された。
- 美勇伝デビュー密着（2004年8月15日 - 9月19日）
  - デビュー会見からデビューシングル「恋のヌケガラ」のスタジオライブまで、美勇伝の素顔が放送された。
- モーニング娘。への道（2004年9月26日 - 10月24日）→モーニング娘。ラッキー7オーディション（2004年10月31日 - 2005年1月9日）
  - モーニング娘。への道では、当時の新旧のモーニング娘。メンバーのインタビューが放送された。
- モーニング娘。オーディション2005（2005年1月30日 - 5月1日）
- 7期メンバー久住小春密着（2005年5月15日 - 7月17日）
  - デビュー会見から「色っぽい じれったい」のスタジオライブまで、久住の素顔が放送された。
- モーニング娘。Happy8期オーディション（2006年7月30日 - 12月10日）
  - 新メンバーの決定後につんく♂から結成10周年（2007年）にまつわる重大発表があり、「アジアの中の日本」を位置付ける発表があった。
- 8期メンバー光井愛佳密着（2006年12月17日 - 2007年2月11日）
  - デビュー会見から「笑顔YESヌード」のスタジオライブまで、光井の素顔が放送された。
- この他、2003年10月〜11月と2004年1月・3月・8月にはGatas Brilhantes H.P.の密着シーンも放送された。

#### 大運動会・スポーツフェスティバル密着
- Hello!Project大運動会（2001年5月6日・13日）
- 2002ハロー!プロジェクト大運動会（2002年11月17日・24日）
- ハロー!プロジェクト SPORTS FESTIVAL 2003（2003年11月30日）
  - 最初にメロン記念日から11thシングル「かわいい彼」のスタジオライブのコールが放送された。
- Hello!Project SPORTS FESTIVAL 2004（2004年12月12日、ごく一部のみ放送された）
  - ガッタス・ユース（後のリトルガッタス）のキャプテンだった矢島舞美のインタビューが放送された。なお、矢島は2007年4月23日に他のリトルガッタスの8人と共にガッタスに昇格された。

2006年のスポーツフェスティバルの模様は放送されなかった。

#### ハワイファンクラブツアー密着
- モーニング娘。（2003年9月7日・2004年9月5日・2007年4月1日）
- 松浦亜弥（2004年1月3日の新春スペシャル・2005年4月10日）
- 後藤真希（2004年4月11日・2006年1月8日）
- 安倍なつみ（2005年9月4日・2007年1月7日）
- 矢口真里・辻希美（2006年9月3日）
  - モーニング娘。以外はごく一部のみ放送された。中でも矢口と辻については2人共元モーニング娘。だったため、スペシャルライブで卒業後に発表された「SEXY BOY 〜そよ風に寄り添って〜」を歌唱した。
  - モーニング娘。についてはこの他に2005年10月9日に香港ファンクラブツアー密着ドキュメントがごく一部のみ放送された。

### 特別企画
- あややに会える 夢の新企画（2004年11月7日 - 2005年3月6日）
  - 松浦亜弥がスズキのスクーター「Let's」のCMに出演する背景を視聴者から募集し、実際に放送された。

### エンディングコーナー
- 保田記念写真館（2000年10月15日 - 2001年6月3日）
  - 保田圭がカメラマンになり、当時のモーニング娘。の集合写真撮影を行った。
- リズモ君（2001年6月10日 - 8月5日）
  - コーナー名自体が目覚まし時計となり、それが視聴者にプレゼントされた。
  - 「リズモ君」は、当時のテレビ東京のマスコットだった。
- NG娘。（2001年10月7日 - 2002年9月15日）
- 今週のMVP（2003年3月9日 - 9月28日）
  - この2コーナーは1回の放送で一番悪かった人や活躍した人が選ばれていた。